# Nationaal kunstmuseum van Azerbeidzjan
Het Nationaal kunstmuseum van Azerbeidzjan (Azerbeidzjaans: Azərbaycan Milli İncəsənət Muzeyi) is een museum in de Azerbeidzjaanse hoofdstad Bakoe en het grootste kunstmuseum van het land.

## Geschiedenis
In 1936 besloot de Raad van Volkscommissarissen van de Azerbeidzjaanse Socialistische Sovjetrepubliek om het kunstdepartement van het Azerbeidzjaans Staatsmuseum af te scheiden en een onafhankelijk museum op te richten. In 1937 werd het museum officieel geopend en de eerste tentoonstelling georganiseerd. In 1951 verhuisde het museum naar het Paleis De Boure, een barok gebouw dat gebouwd werd aan het einde van de 19e eeuw.
In 2006 werd het gebouw grondig gerestaureerd en de nieuwe tentoonstellingsruimte werd geopend in 2009. In 2011 kreeg het museum het kwaliteitslabel van eerst nationaal en daarna European Museum Standard (EUMS) van de Raad van Beheer van de European Economic Chamber of Trade, Commerce and Industry, gevestigd in Brussel.
In de museumbibliotheek bevinden zich circa 9000 boeken, monografieën, catalogussen en andere professionele literatuur waaronder enkele zeldzame boeken en oude publicaties.
Ongeveer drieduizend werken worden tentoongesteld in meer dan zestig zalen in het museum. Het hoofdgebouw herbergt zeven zalen gewijd aan westerse kunst, tien zalen voor Russische kunst, de rest is gewijd aan Perzische, Turkse, Japanse en andere kunst. Het tweede gebouw herbergt acht kamers gewijd aan de oude en middeleeuwse kunst van Azerbeidzjan en dertig kamers voor schilder- en beeldhouwkunst in Azerbeidzjan.
De museumcollectie bestaat onder andere uit oude kunstwerken uit de 4e eeuw v.C. Keramische kommen versierd met archaïsche schilderingen, gevonden in Nachitsjevan, Mingechevir, Füzuli en Xanlar (het huidige Göygöl); decoratieve lampen en geglazuurde tegels uit het Seltsjoekenrijk; delen van de friezen uit het 13e-eeuwse kasteel Bajil; 14de-18de-eeuwse kisten gevonden in Absheron en Shamakhi; manuscripten over de koran en 16e-eeuwse boeken over astrologie; originele Tabriz-miniaturen uit de 17de en 18de eeuw in tempera, goudwater en aquarel; werken van de bekende Azerbeidzjaanse kunstenaars Mir Mohsun Navvab, Mirza Qadim Irevani, Usta Qambar Qarabaghini en van de eerste professionele kunstenaars in Azerbeidzjan; artistieke metalen voorwerpen uit de 16e en 17e eeuw en voorbeelden van originele stoffen, borduurwerk, klederdracht en tapijten en juwelen uit de 18e tot de 20e eeuw. Bovendien, bevat de collectie fijne en grafische kunsten en andere decoratieve toegepaste kunst van West-Europa (Frankrijk, Duitsland, Oostenrijk, Italië, Griekenland, Vlaanderen, Denemarken, Spanje), het Oosten (Iran, Turkije, Japan, China, India, Egypte, het Midden-Oosten) en Rusland.
Naast tapijten worden ook andere soorten Azerbeidzjaanse decoratieve en toegepaste kunsten getoond, zoals verschillende technieken van borduurwerk, artistiek metaalwerk, artistieke stoffen, houtsnijwerk, sieraden, enz. Het borduurwerk met gouden draad van het type "gulabatin" is wijdverspreid over Azerbeidzjan. Shamakhi, Shusha en Bakoe zijn van oudsher centra voor dit soort kunst. Rood en groen fluweel was de basis voor het borduren met goud en zilverdraad. Hoeden en zogenaamde "arakhchins" waren versierd met rozetten en medaillons gemaakt van gestileerde bloemblaadjes en sterren. De "arkhalig" en "kulaja" werden ook geborduurd met gouden draden. Objecten van verschillende vorm en grootte, geborduurd met gouden draden waaronder "arakhchins", hoofddoeken, schoenen, etuis voor kammen en cosmetica, kleurstoffen voor wenkbrauwen en wimpers, etuis voor horloges, potlooddozen en vele andere dingen worden getoond in het museum.

## Hoofdgebouw (Paleis De Boure)
Paleis De Boure werd in opdracht van oliemagnaat en multimiljonair Leon De Boure (1840–1889) gebouwd door architect Nicholas von der Nonne in 1891–1895. De Boure overleed voordat de bouw voltooid was en zijn erfgenamen verkochten het bouwplan en de -grond in januari 1891 aan het Partenariat de la mer Caspienne voor 16.000 roebel. In april 1920 trok het Rode Leger Bakoe binnen en alle privé-eigendommen werden verbeurd verklaard en genationaliseerd. In 1933 verhuisde Mirdjafar Baguirov, eerste secretaris van het staatsveiligheidscomité, met zijn familie naar het paleis. In de jaren 1930 werd het paleis gerenoveerd. In 1951 werd het paleis door Baguirov aangeboden aan het Nationale kunstmuseum van Azerbeidzjan.

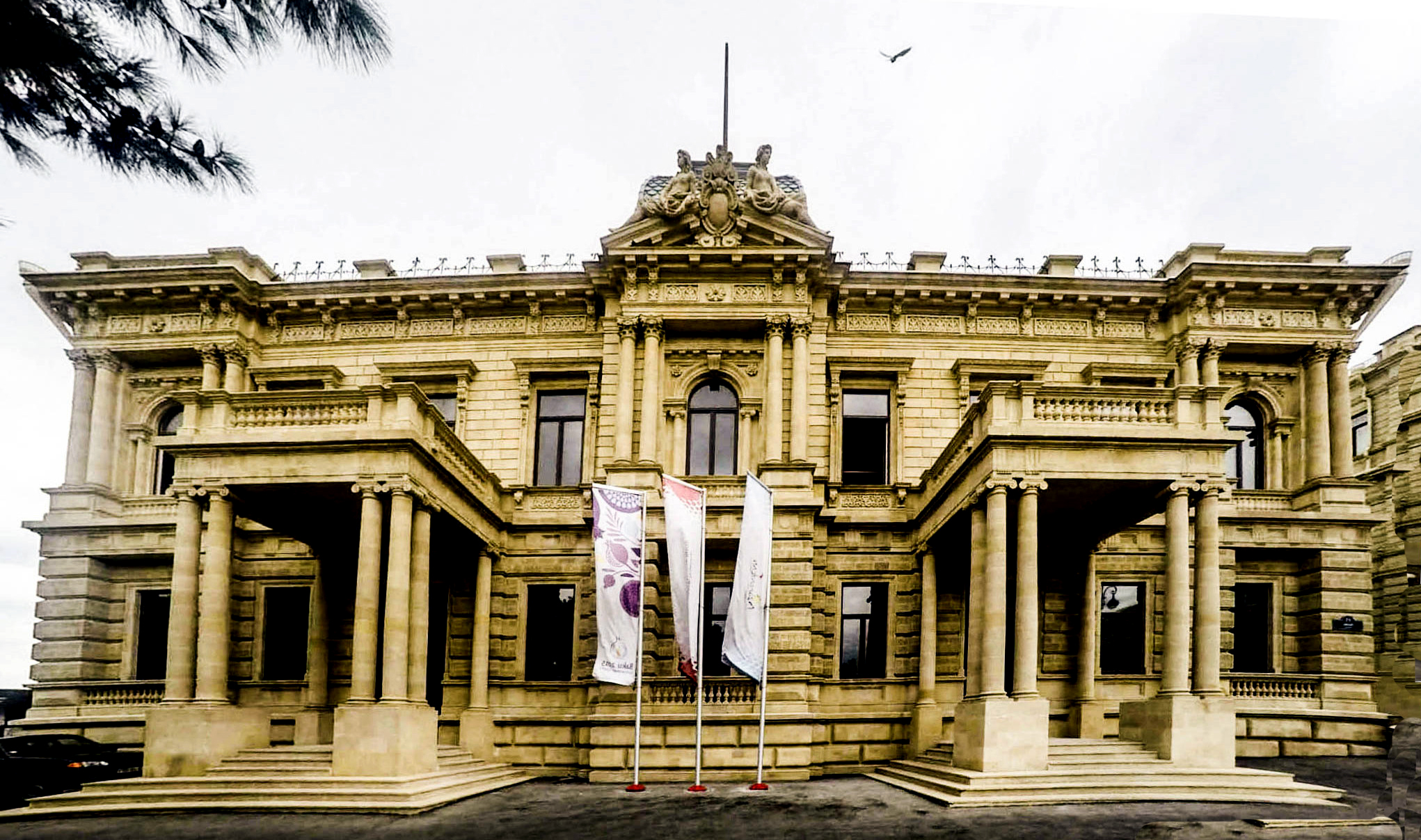
Voorkant van het paleis
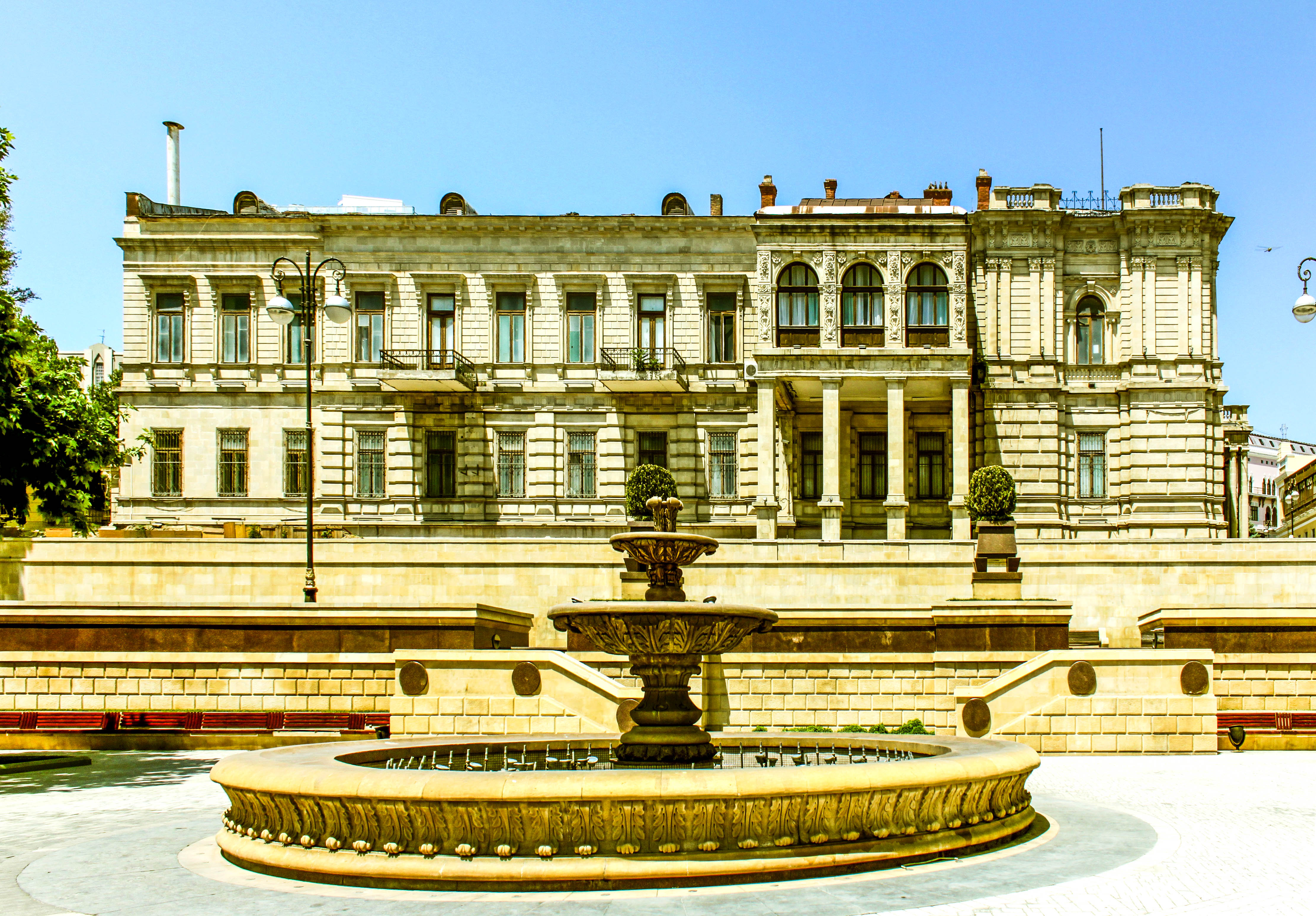
Achterkant met tuin
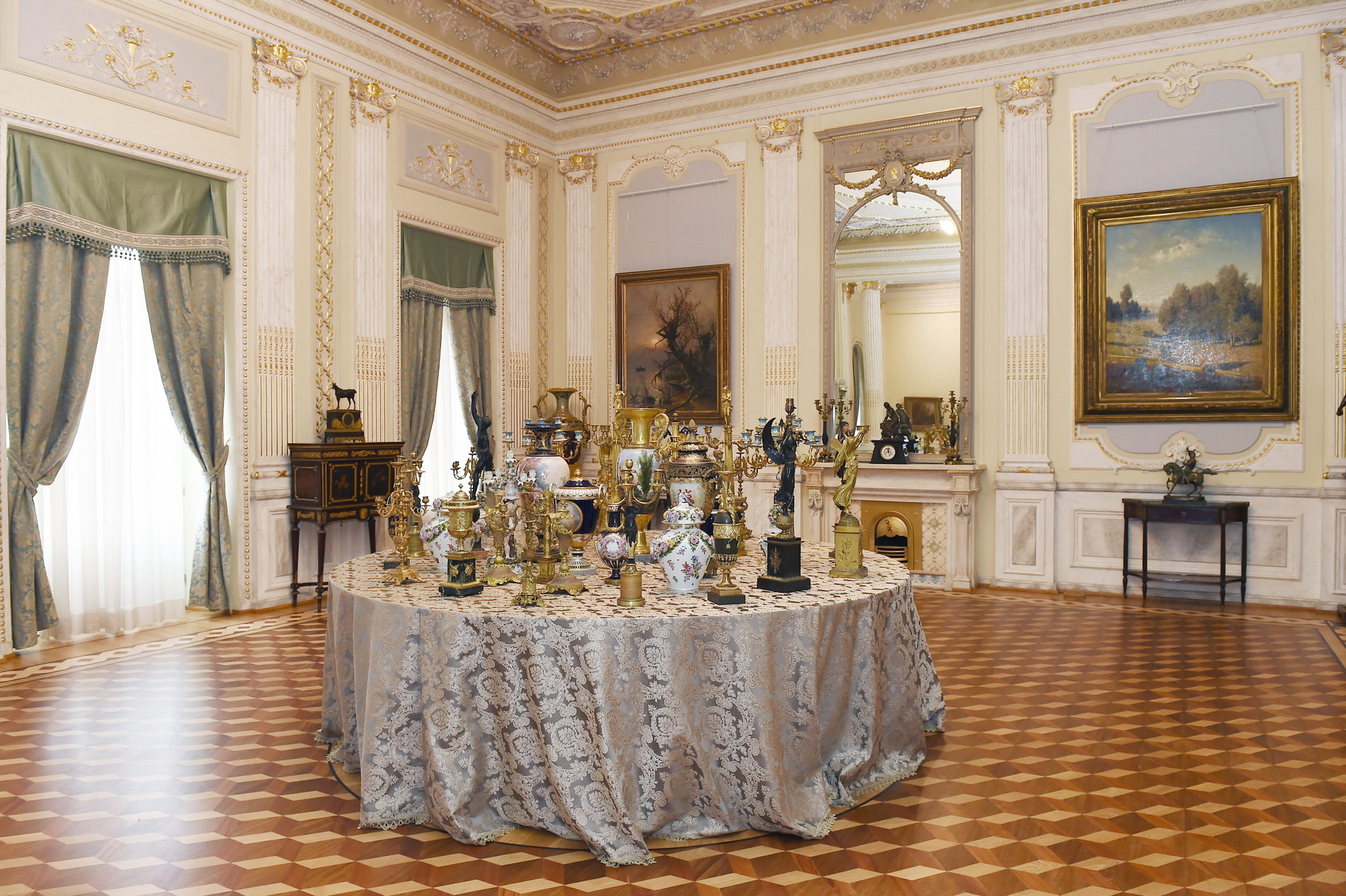
Interieur
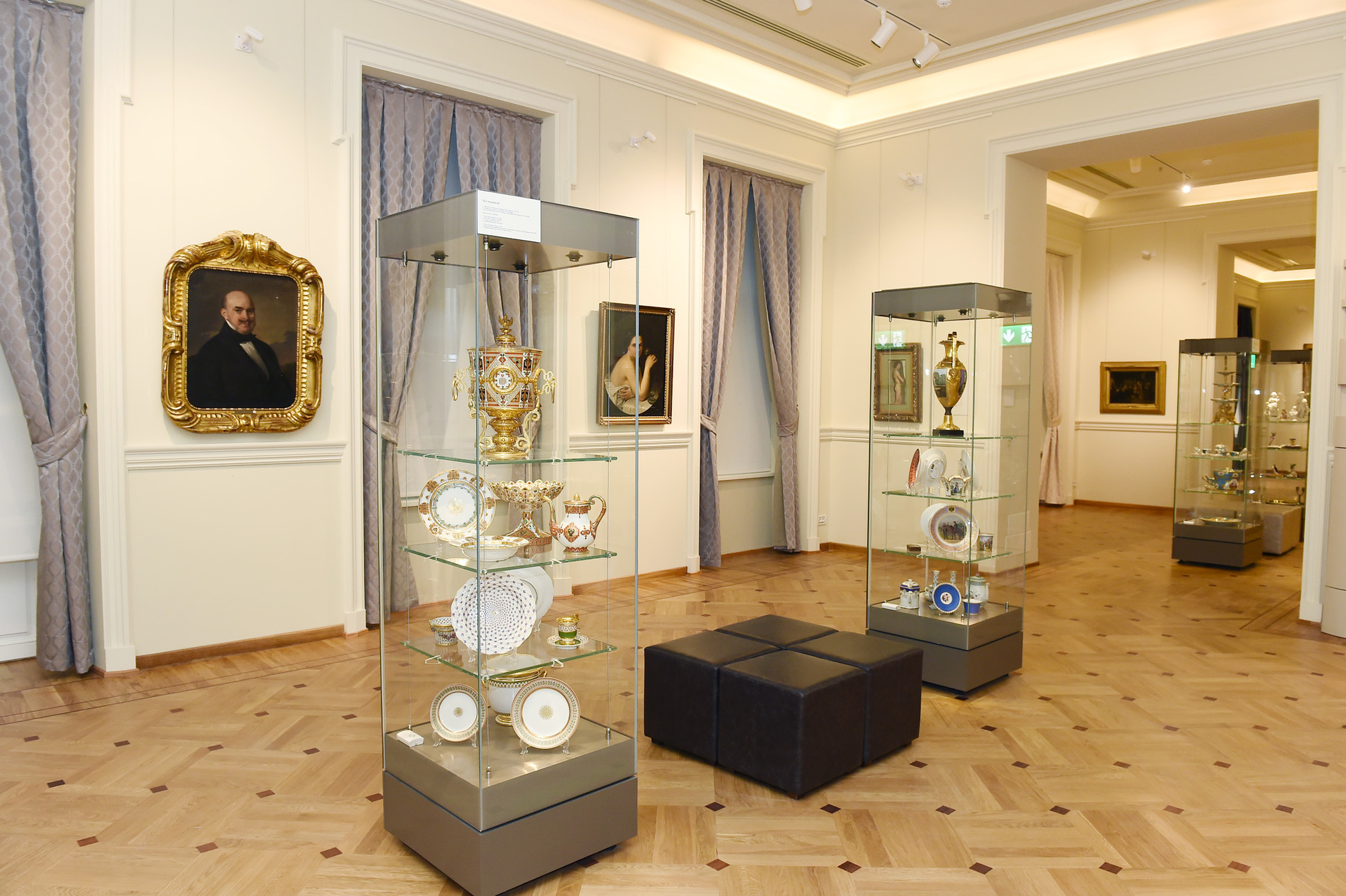
Interieur
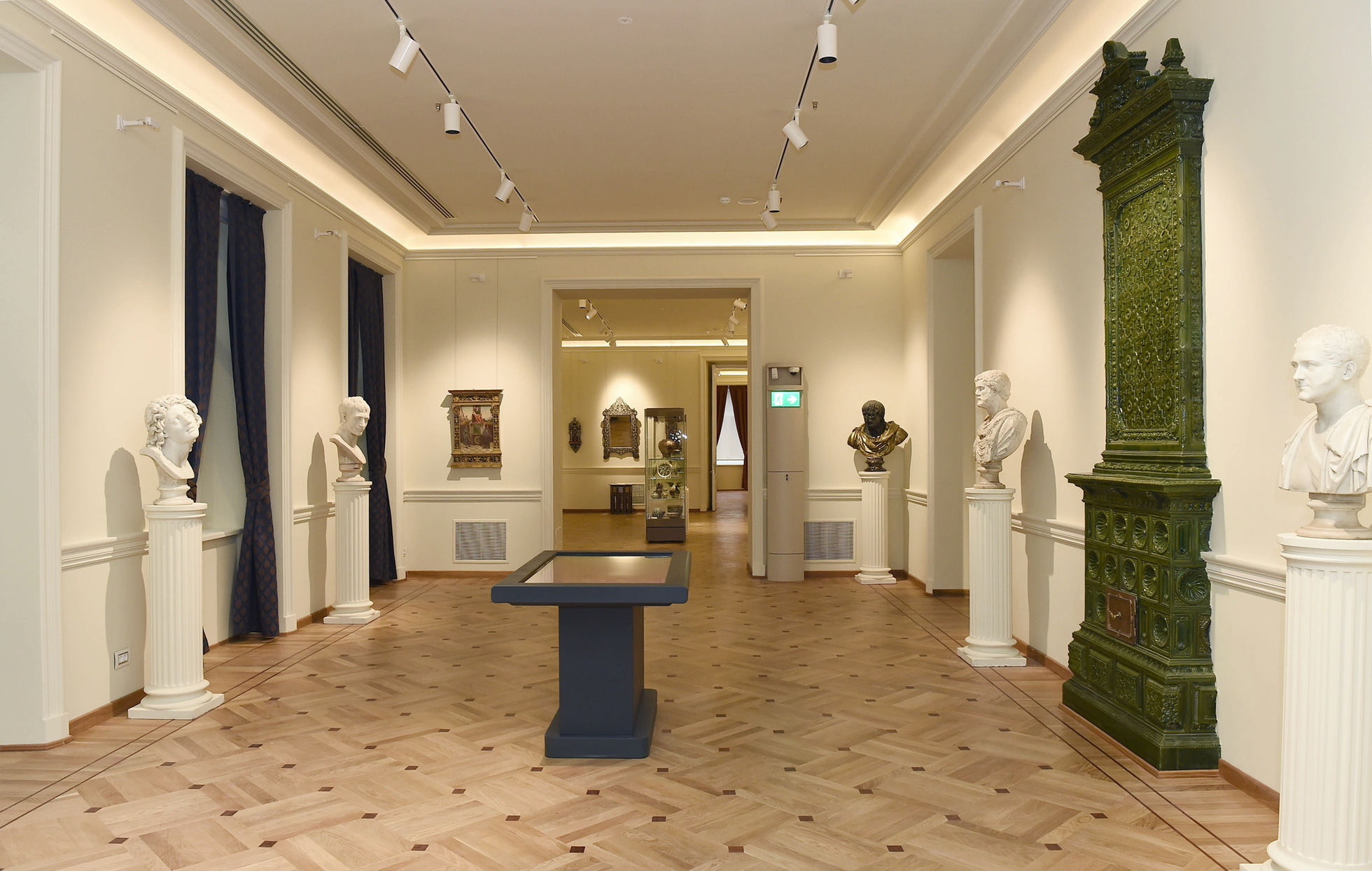
Interieur

## Tweede gebouw
Het tweede gebouw werd in 1887 ingehuldigd als het Maria-gymnasium voor meisjes. De school werd gesloten na de Oktoberrevolutie in 1917 die het einde van het Russische Rijk betekende en het gebouw werd in de jaren 1920 door verschillende revolutionaire organisaties gebruikt. Na het uiteenvallen van de Sovjet-Unie werd Azerbeidzjan onafhankelijk en werd het historisch schoolgebouw toegewezen aan het kunstmuseum. Op 7 juni 2013 werd een corridor die de twee gebouwen verbindt, ingehuldigd door president İlham Əliyev.

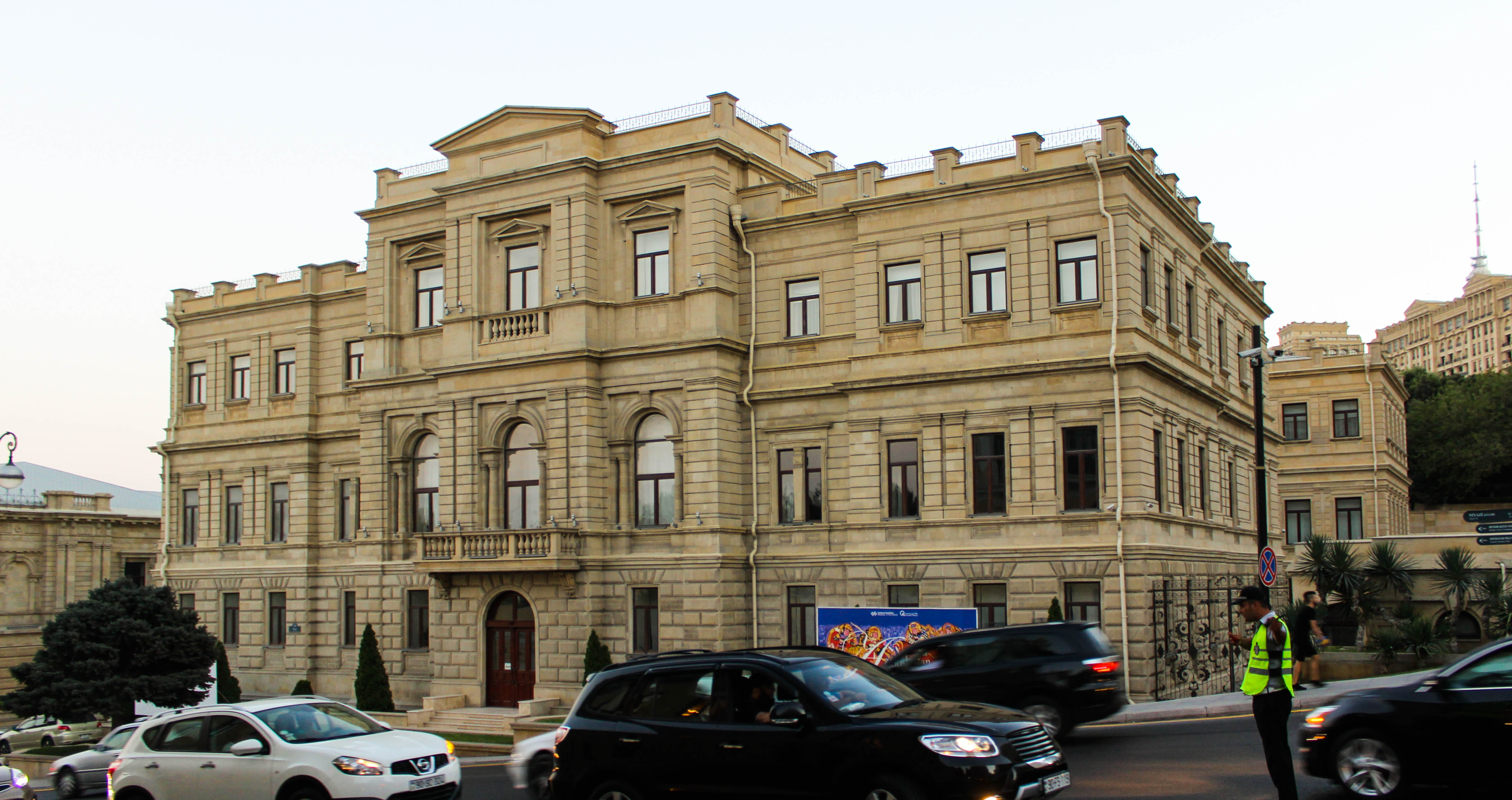
Tweede museumgebouw
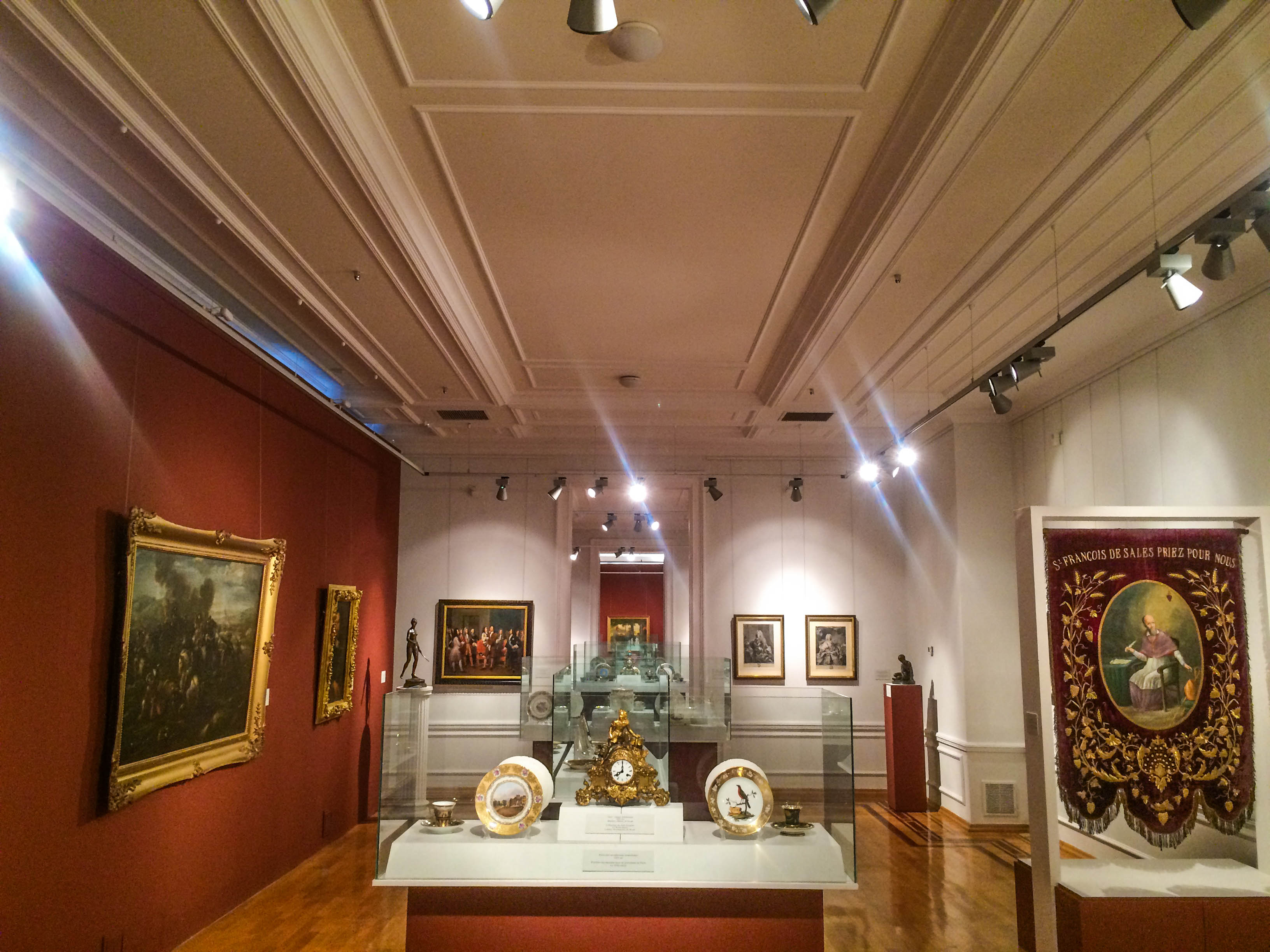
Eerste hal Franse kunst
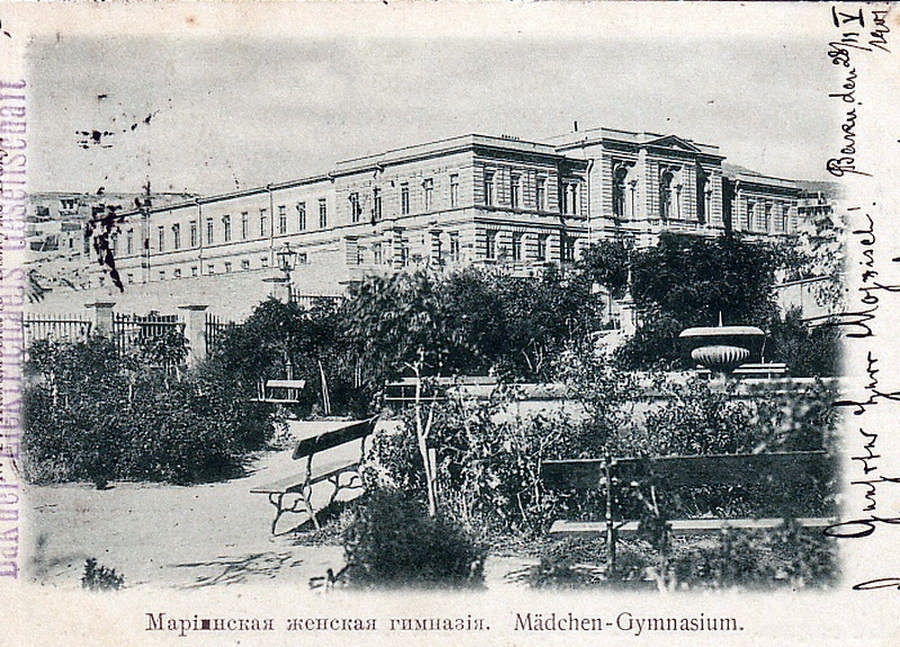
Het gymnasium in 1901

## Oude en middeleeuwse Azerbeidzjaanse kunstcollectie
De verzameling oude en middeleeuwse kunst van Azerbeidzjan bevat objecten die op het grondgebied van Azerbeidzjan zijn gevonden. Een goed deel van de collectie bevindt zich in acht zalen van het museum. Onder de tentoongestelde voorwerpen bevinden zich bronzen beeldjes uit de tijd van de Manneërs die werden gevonden in Nachitsjevan, vrouwelijke figuren ontdekt in Bakoe en Sheki uit de derde en eerste eeuw voor Christus, menselijke figuren behorend tot Kaukasisch Albanië, gevonden in Khinisli in de regio Şamaxı, porselein uit verschillende perioden gevonden in Gandja, Beylagan, Gabala en Mingechevir, inscripties op stenen platen met afbeeldingen van schapen en paarden, ontdekt door de Kaspische Archeologische Expeditie in het district Lachin (grafstenen) en Vorotnaberd.

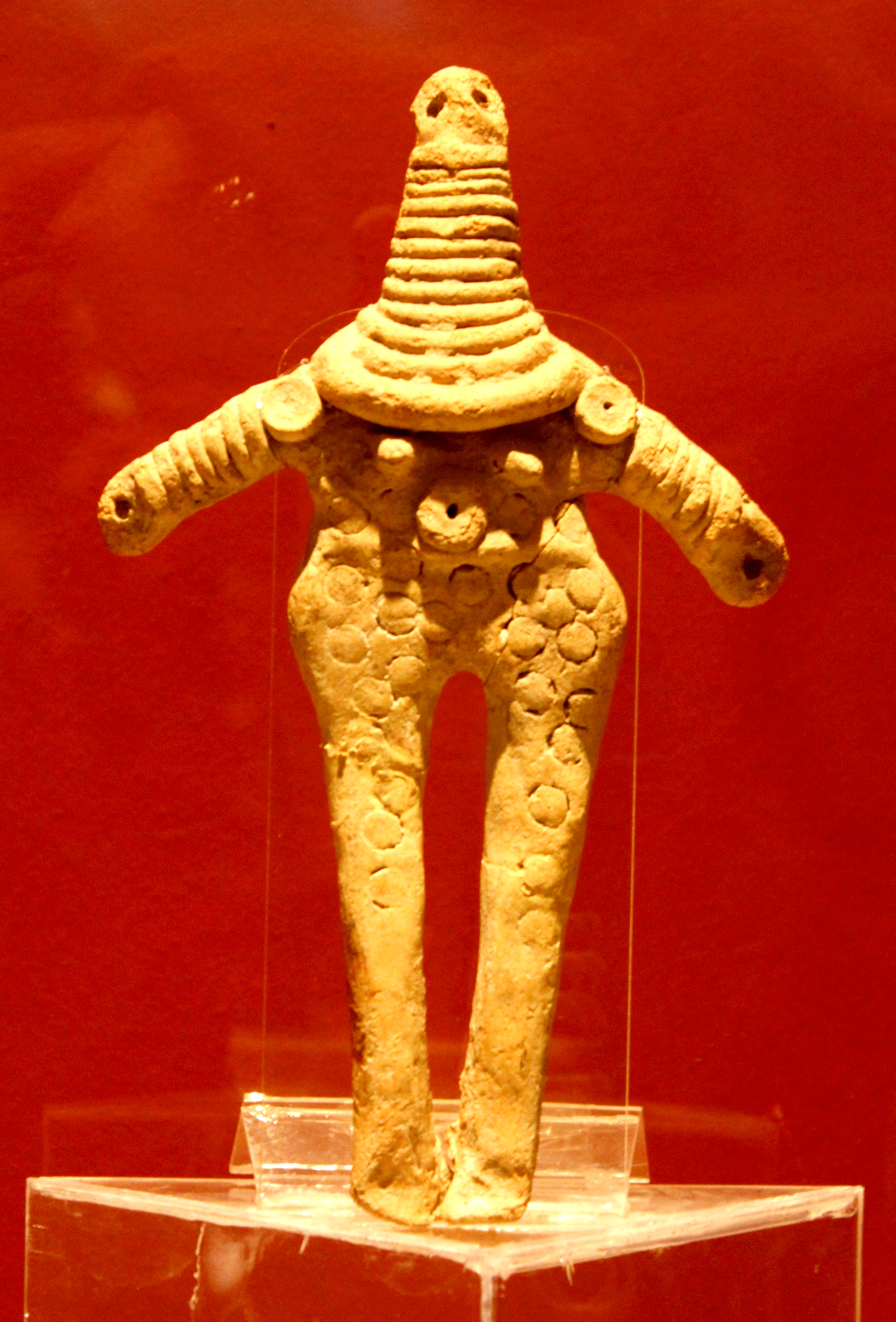
Porseleinen vrouwenbeeldje, ontdekt in de koergan van Tépébashi in het dorp Fazil in Sheki
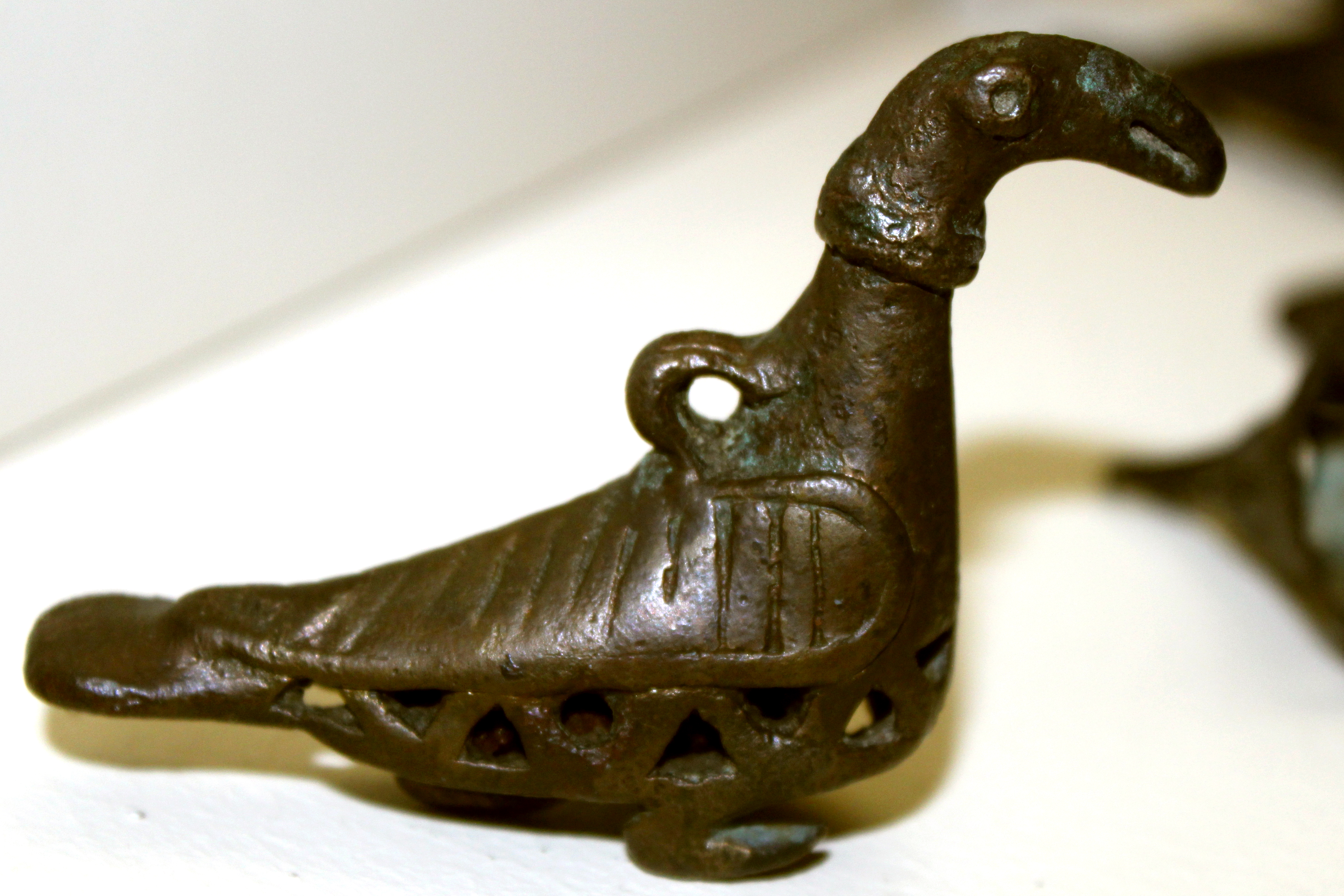
Bronzen vogelfiguurtje ontdekt in Nachitsjevan uit de tijd van de Manneërs
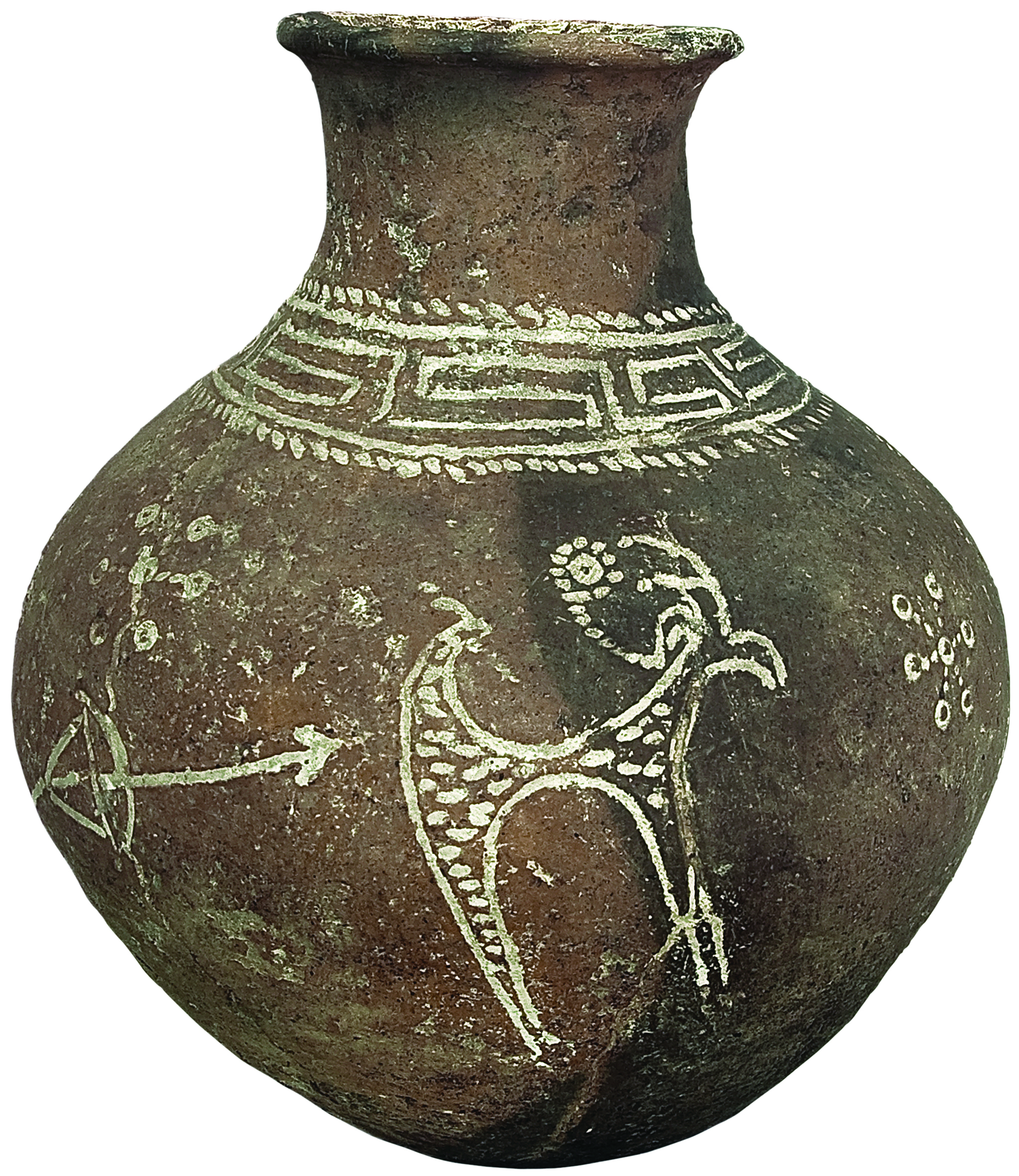
Keramiek ontdekt in Nachitsjevan uit de tijd van de Manneërs
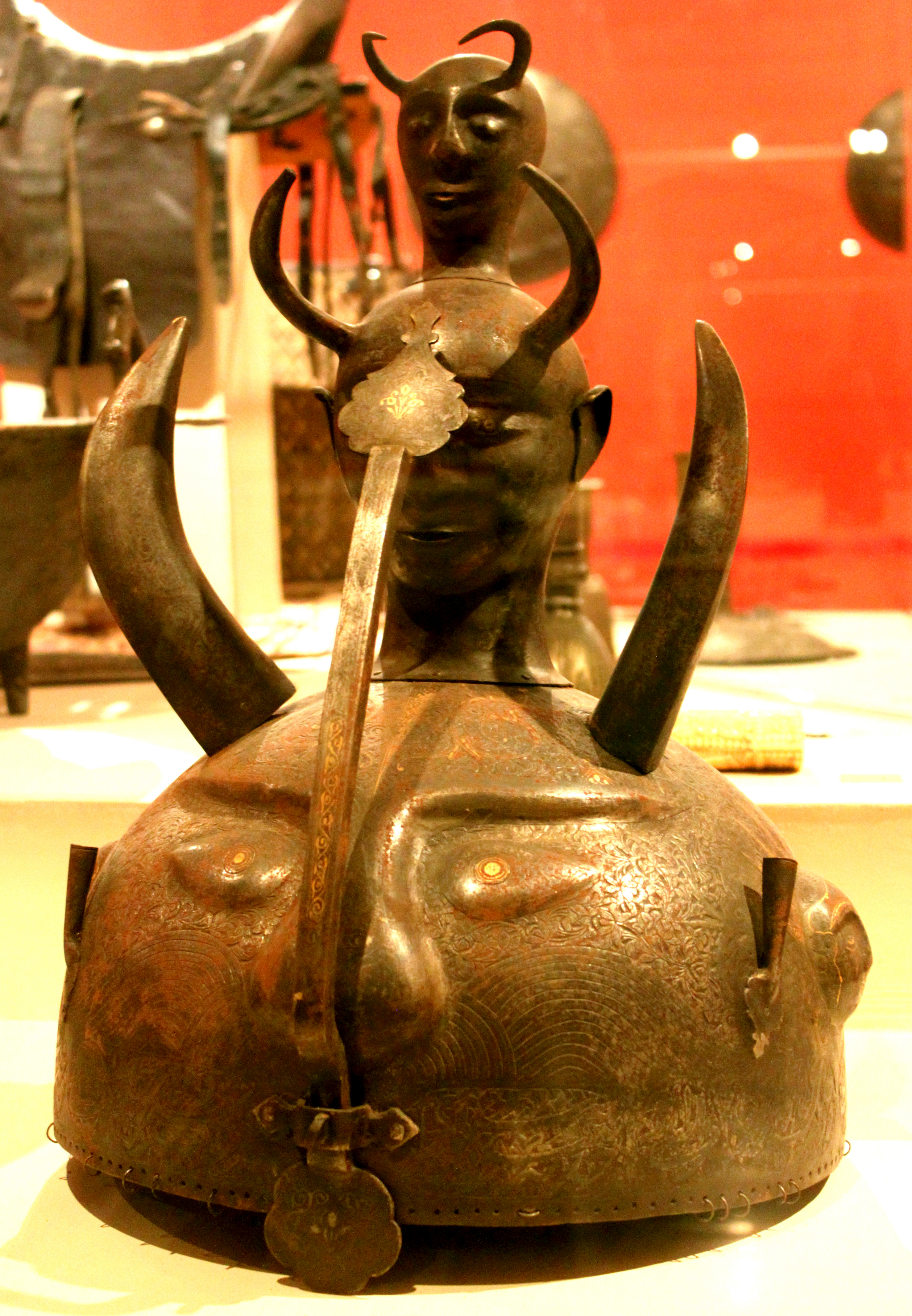
Helm uit de sajid-dynastie (9e eeuw)
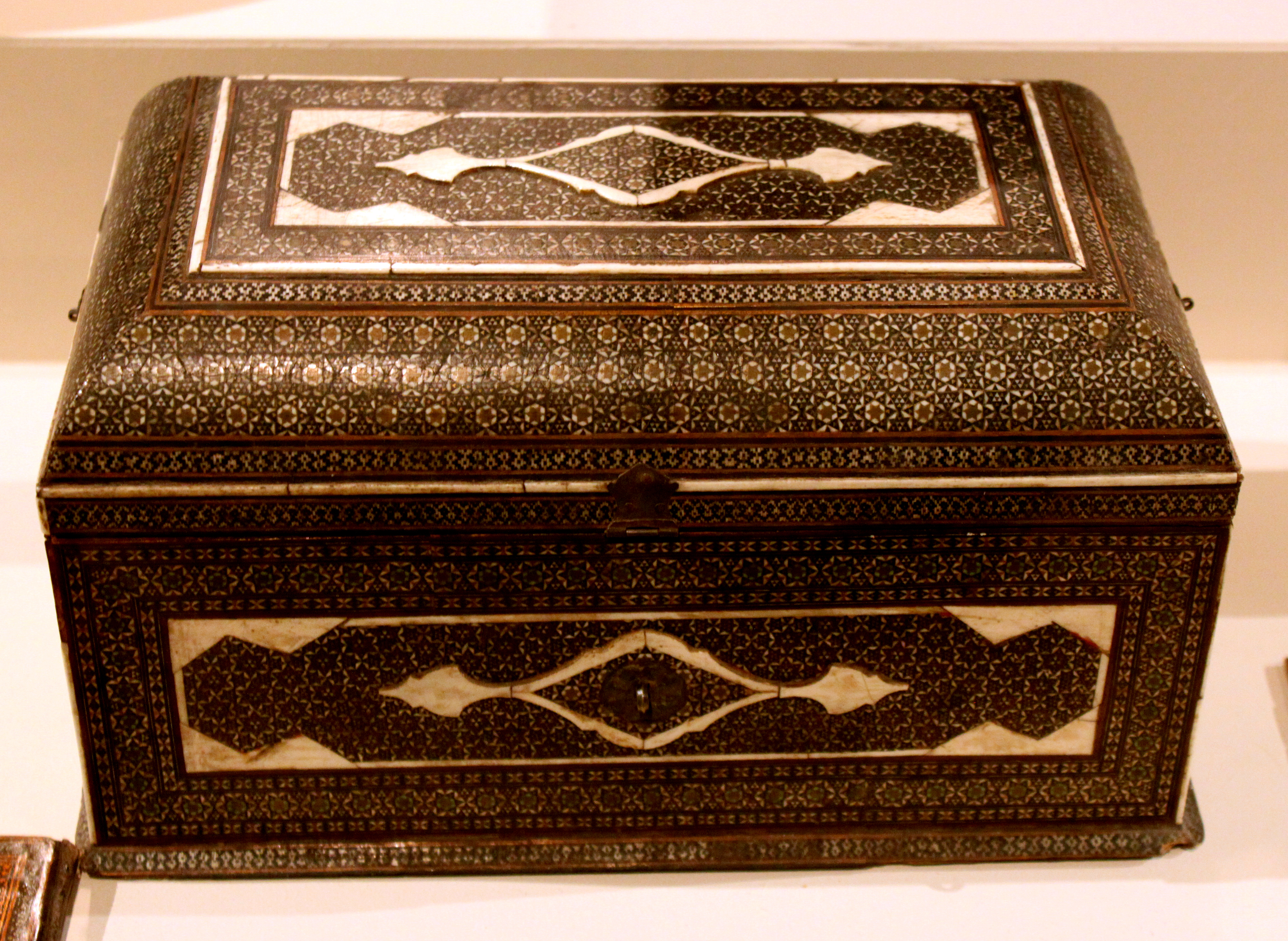
Ivoren kist. Tabriz

## Oud-Egyptische kunst
De collectie van kunst uit het oude Egypte bevindt zich in het tweede museumgebouw. De collectie bevat onder andere een bas-reliëf van een Egyptenaar met het standbeeld van Maät in zijn hand; een bas-reliëf van de godin Sechmet, daterend uit het 1e millennium voor Christus; de buste van de farao van de tweede eeuw v.Chr.; een sfinx en andere kunstwerken uit de eerste helft van de 6e en 2e eeuw v.Chr.

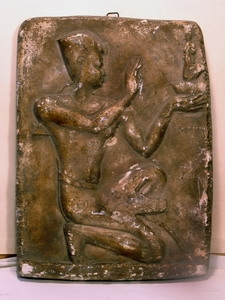
Bas-reliëf van een Egyptenaar met het standbeeld van Maät in zijn hand
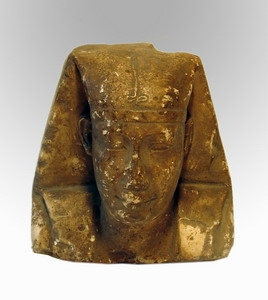
Buste van de farao, 2de eeuw v.Chr.
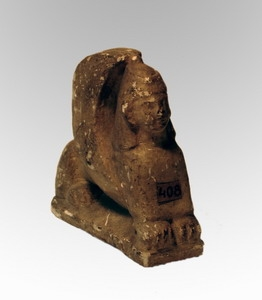
Sfinx, 6e eeuw v.Chr.
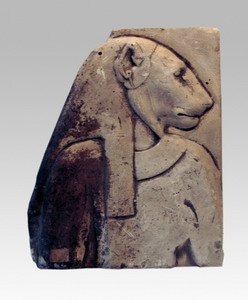
De godin Sechmet, 1e millennium v.Chr.
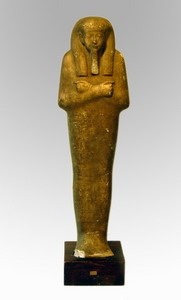
Oesjabti,  14e-13e eeuw v.Chr.

### 18e – 19e eeuw
Naast schilders als Mirza Gadim Iravani en Mir Mohsen Navab, oprichters van de realistische Azerbeidzjaanse schilderkunst, omvat de collectie schilderijen van meester Usta Ganbar Garabagi, die leefde in de 18e eeuw en werk van onbekende negentiende-eeuwse Azerbeidzjaanse schilders.

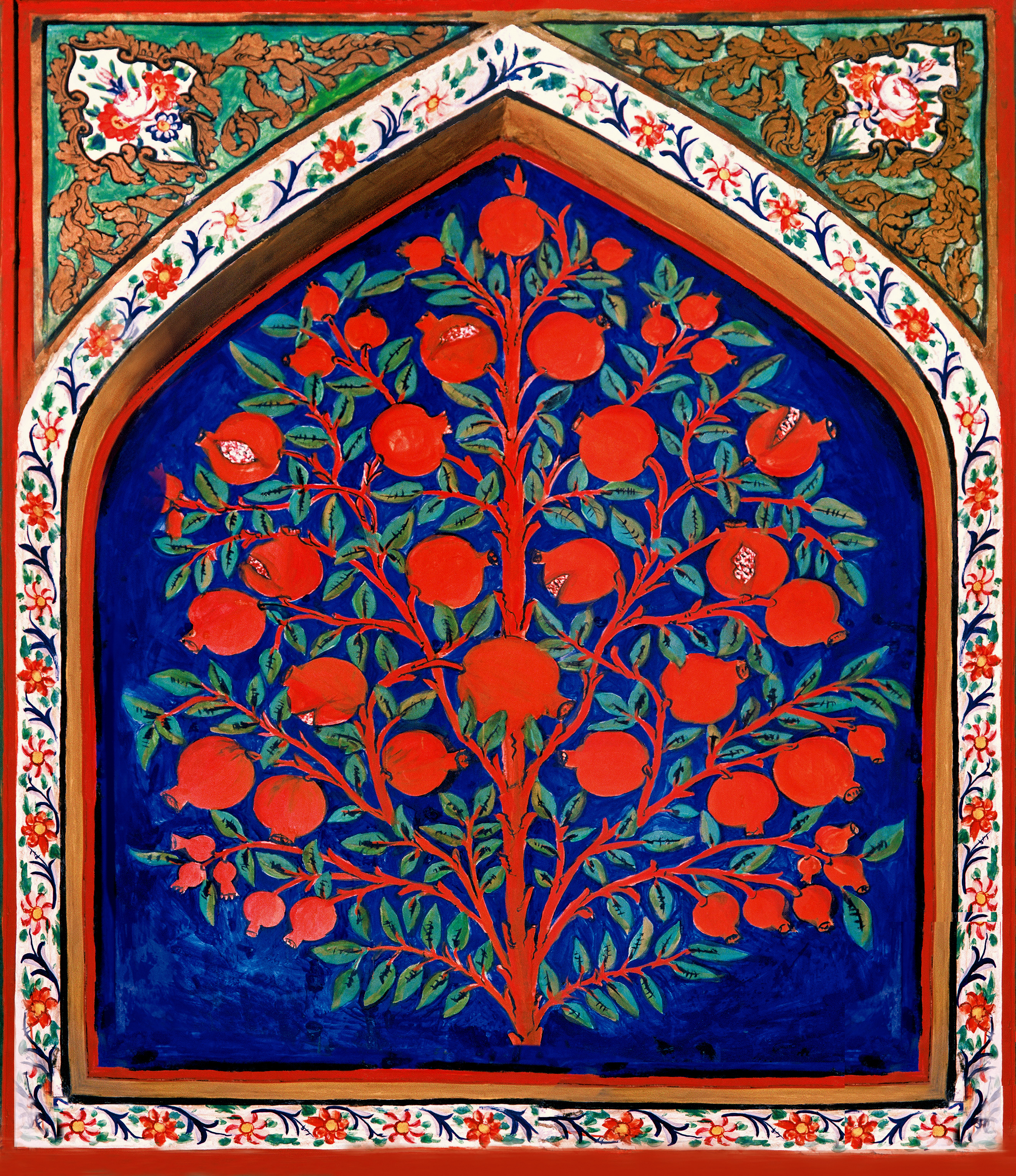
Usta Gambar Karabakhi – De levensboom
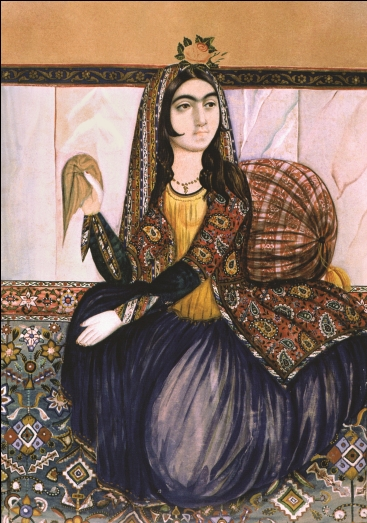
Mirza Gadim Iravani – Portret van een zittende vrouw, 1870
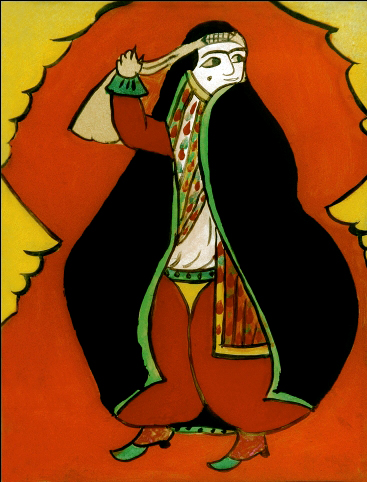
Portret van een moslimvrouw, onbekend schilder, 19e eeuw
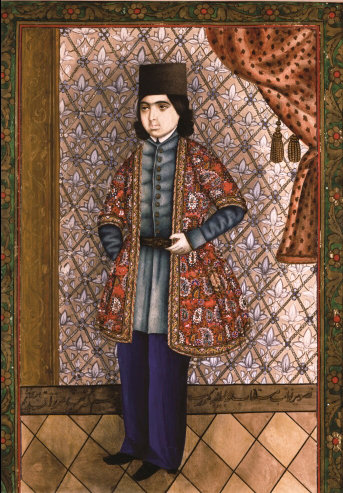
Mirza Gadim Iravani – portret van een jonge man, midden 19e eeuw
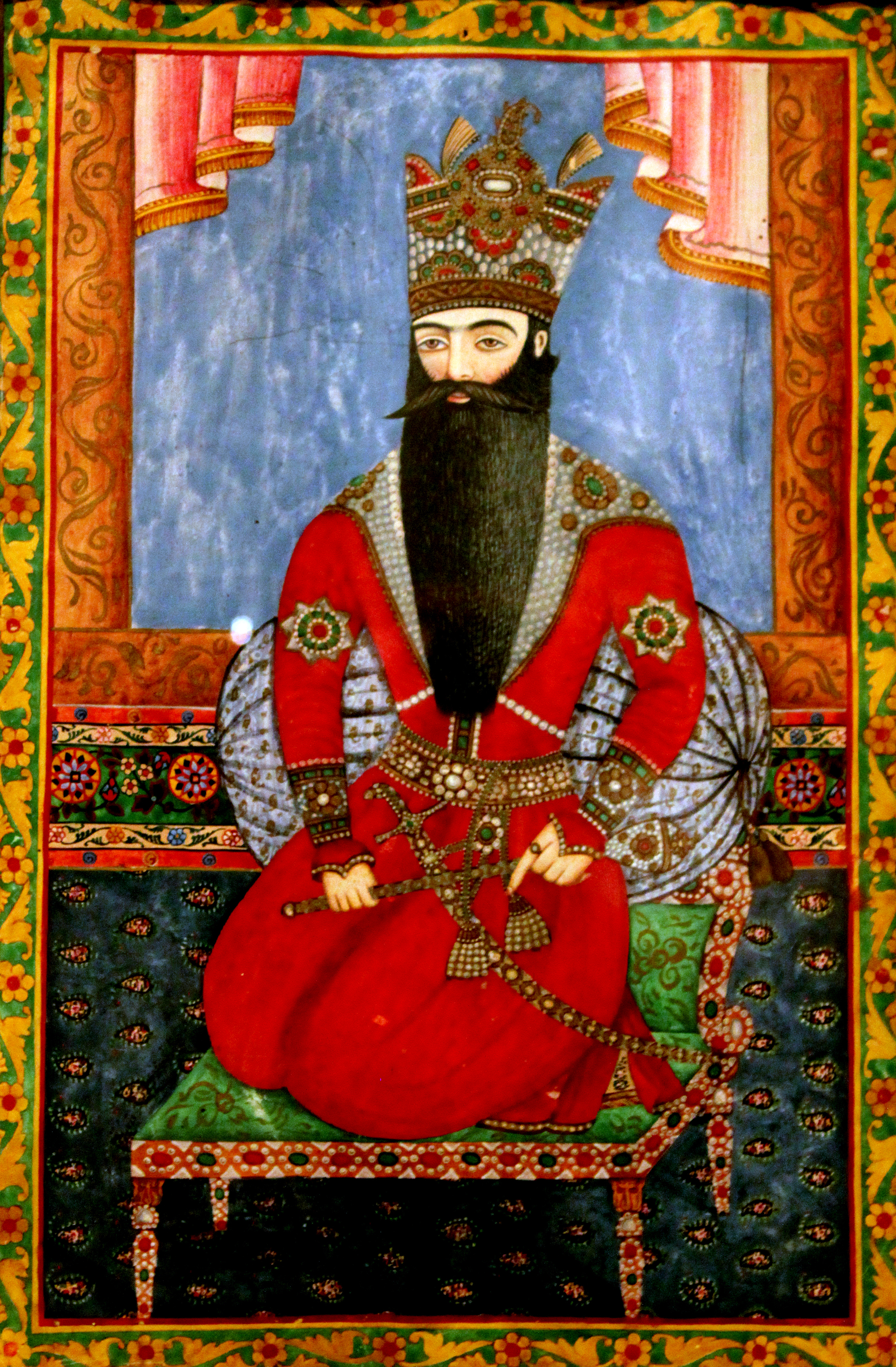
Mirza Gadim Iravani – portret van Fatali Shah Qadjar

### 20e eeuw
De collectie omvat werken van schilders zowel in Azerbeidzjan onder het bewind van de Sovjet-Unie als in Azerbeidzjan na de onafhankelijkheid, zoals Bahruz Kangarli, Azim Azimzade, Nadir Abdurakhmanov, Baba Aliyev, Togrul Narimanbekov, Khalida Safarova, Boyukaga Mirzezadeh, Oktay Sadigzadeh, Mikhail Abdullayev, Elmira Shahtakhtinskaya, Rasim Babayev, Elbey Rzaguliyev, Maral Rakhmanzade, Hasan Haqverdiyev , Taghi Tagiyev, Vajiha Samedova, Omar Eldarov en Togroul Sadigzade. Er zijn aparte kamers voor de werken van Sattar Bahlulzade en Tahir Salahov.

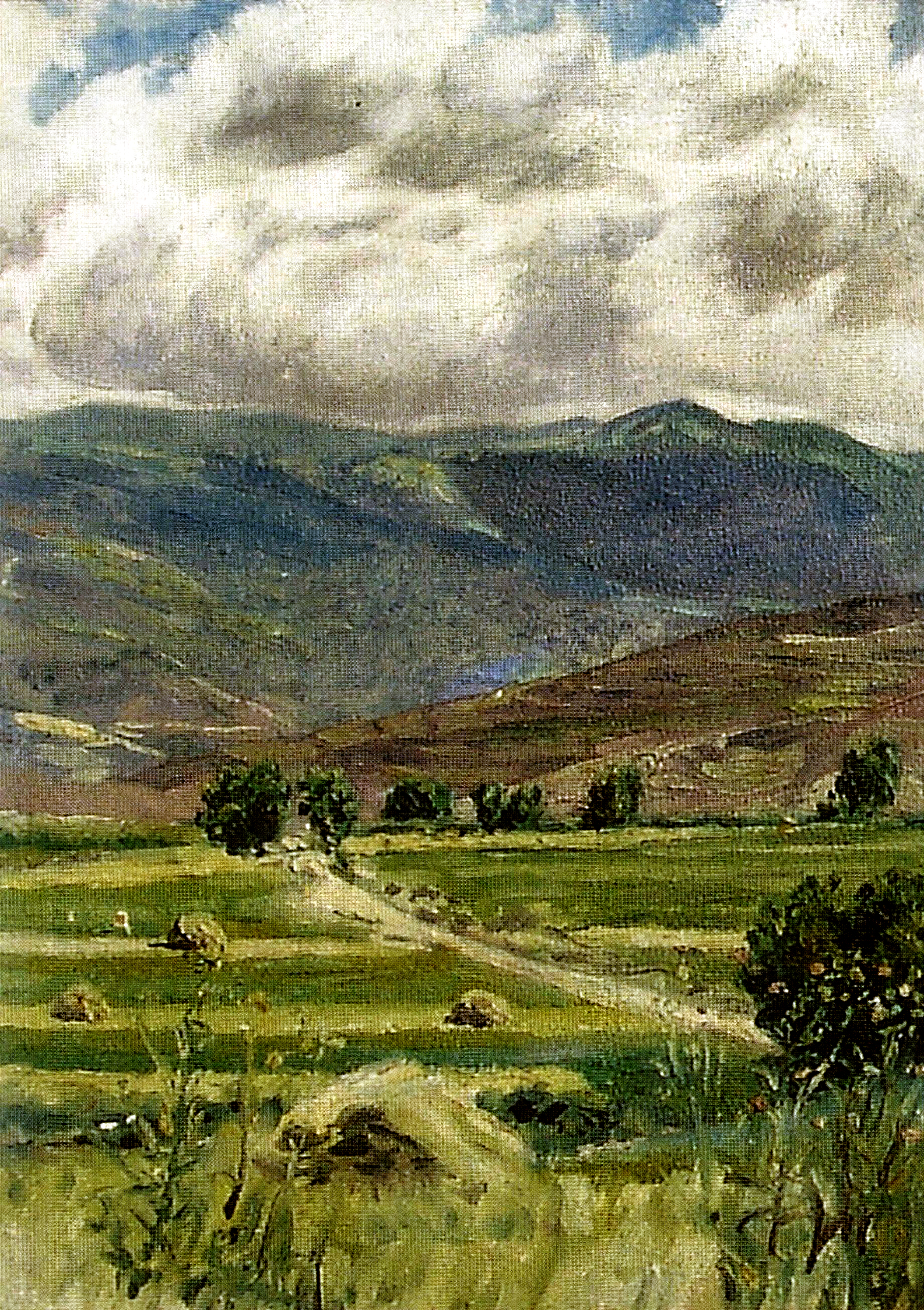
Bahruz Kangarli, berglandschap
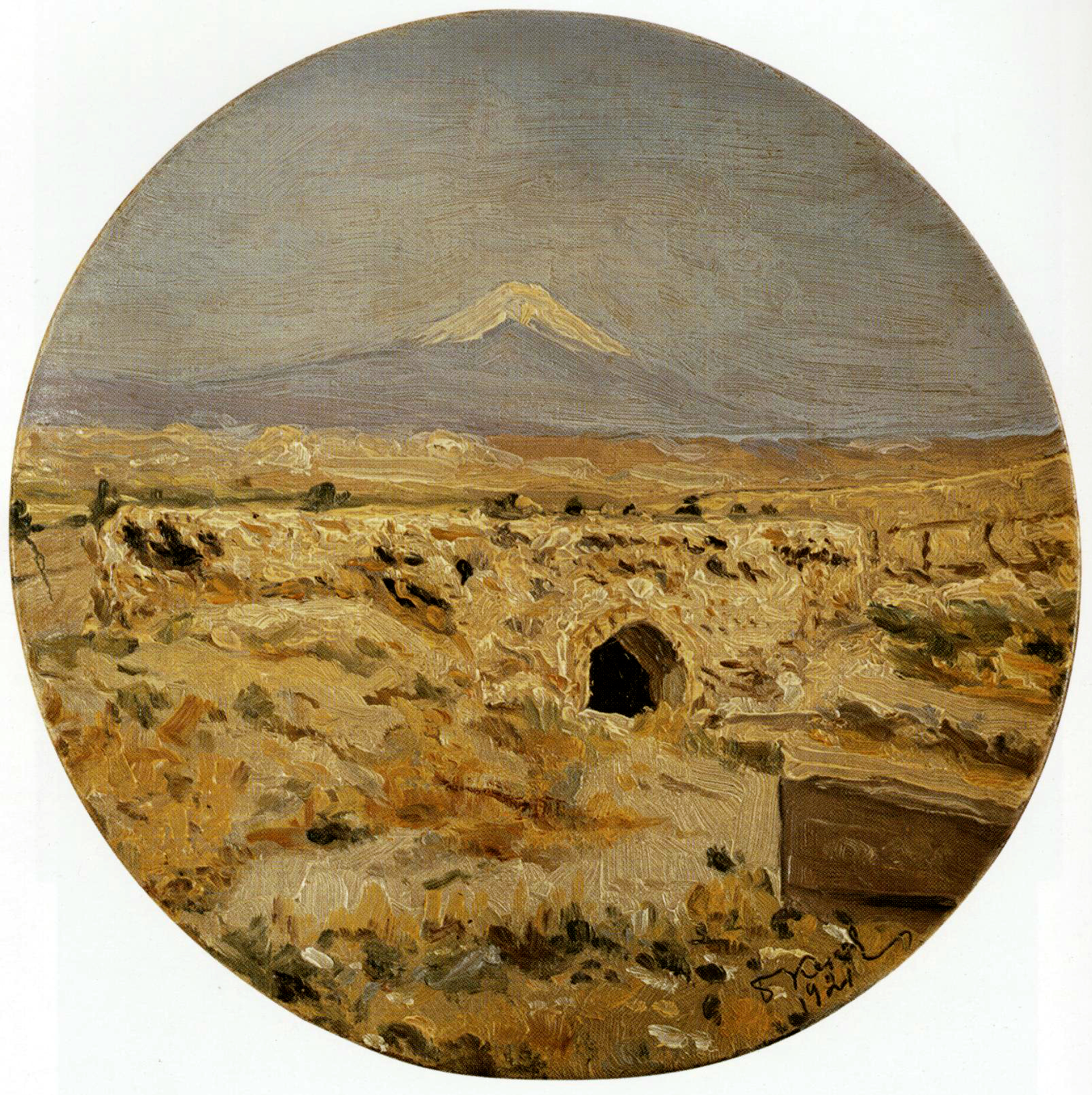
Bahruz Kangarli, graf van de profeet Noach
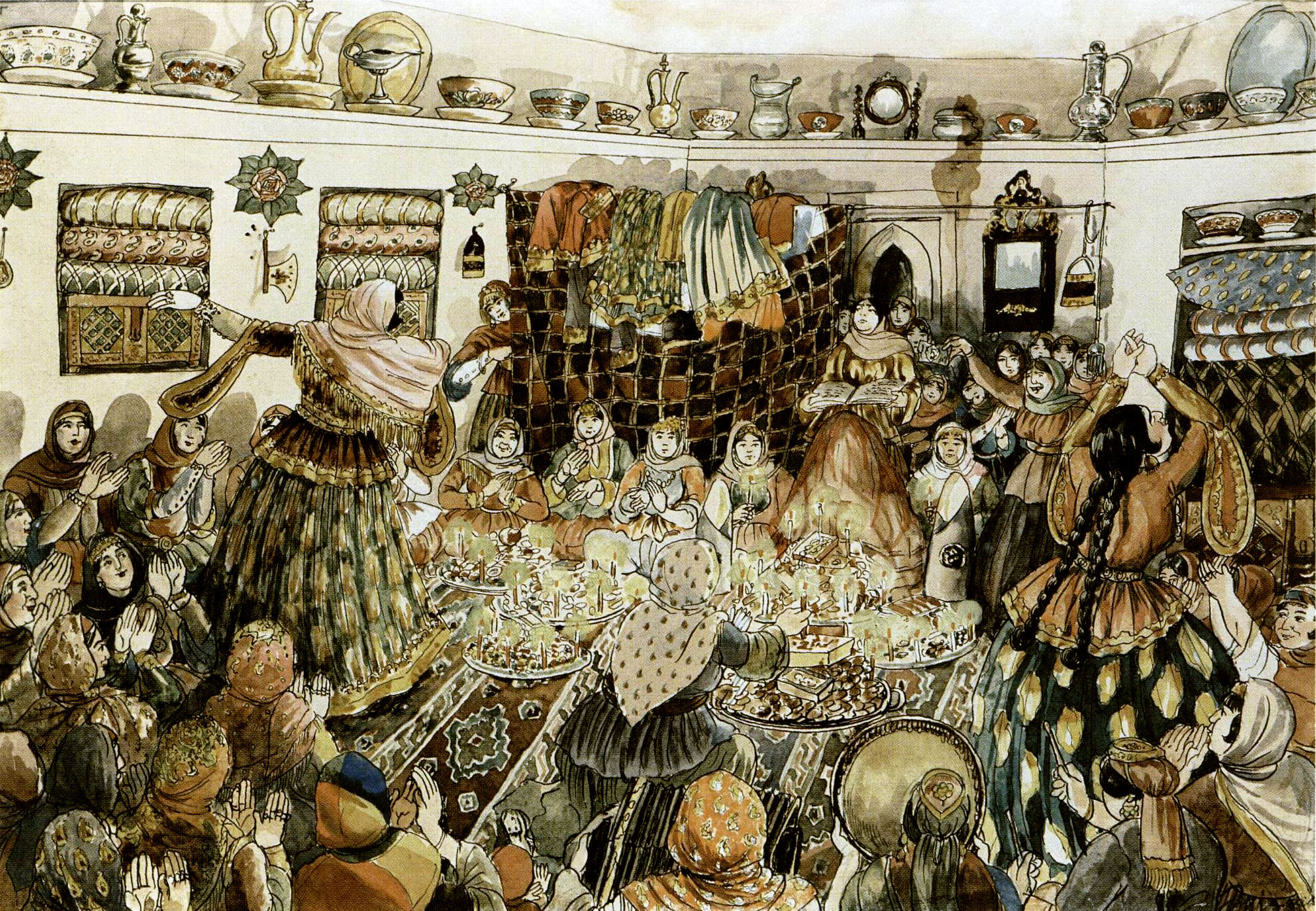
Azim Azimzade, huwelijksfeest
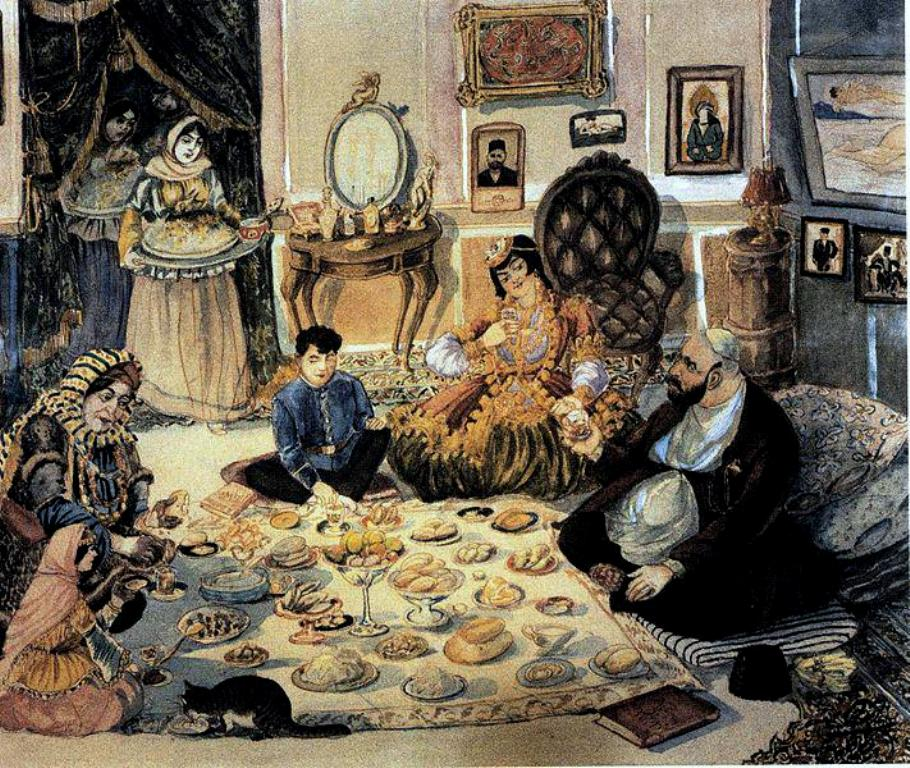
Azim Azimzade, Ramadan bij een rijke familie

## West-Europese schilderkunst
Het museum bevat werken van kunstenaars uit verschillende landen van de zestiende tot de negentiende eeuw.

### Italiaanse schilders
Bij de schilderijen van Italiaanse schilders bevinden zich onder andere werken van de kunstenaars Leandro Bassano, Francesco Solimena, Guercino, Bernardino Luini en Andrea del Sarto.

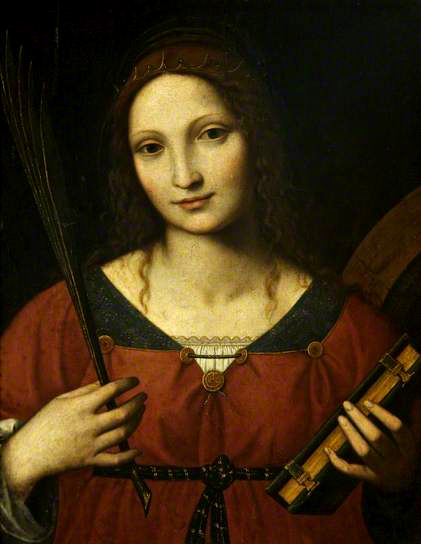
Bernardino Luini - Sint-Catharina, 16e eeuw
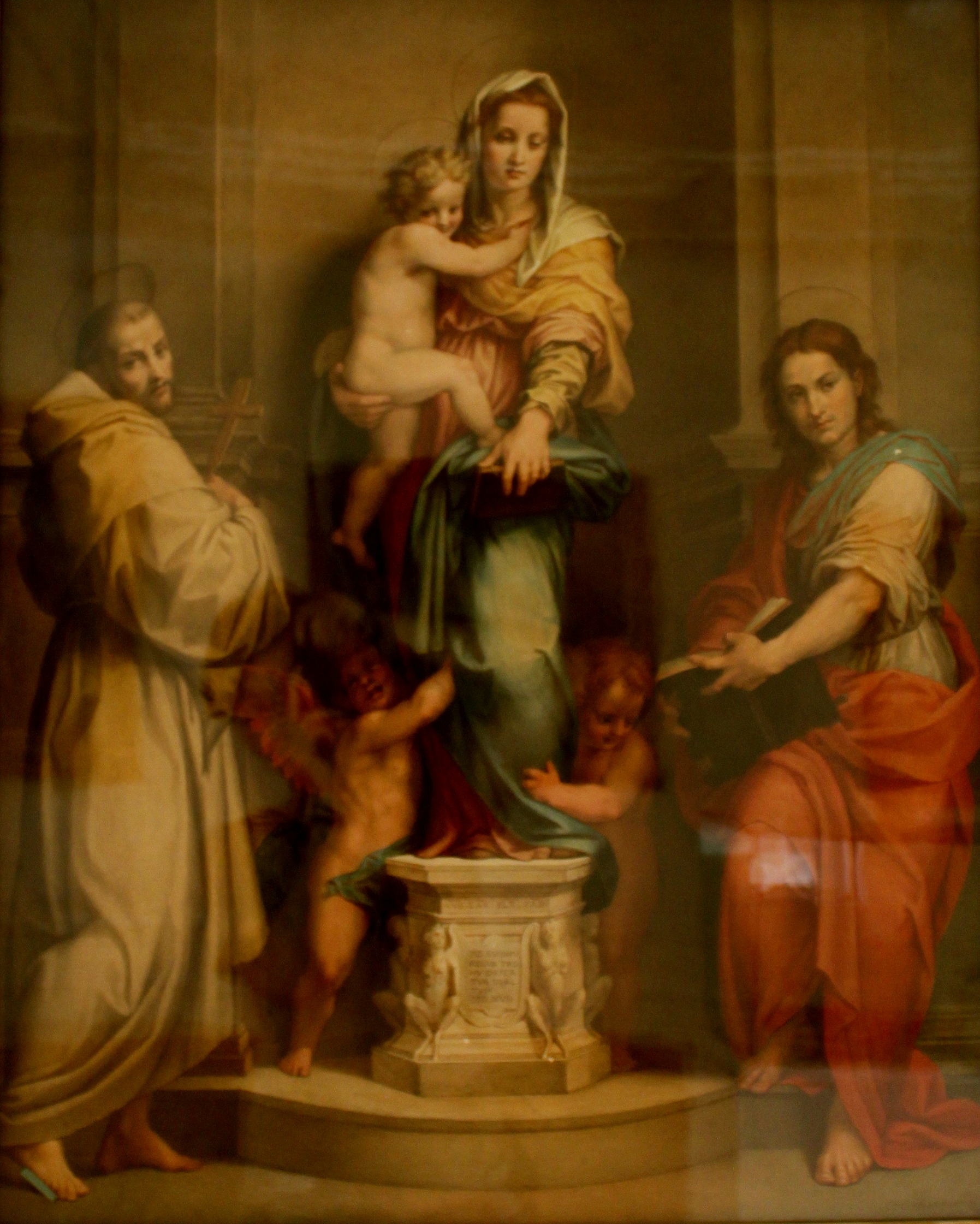
Andrea del Sarto - Madonna delle Arpie, 1517-1519
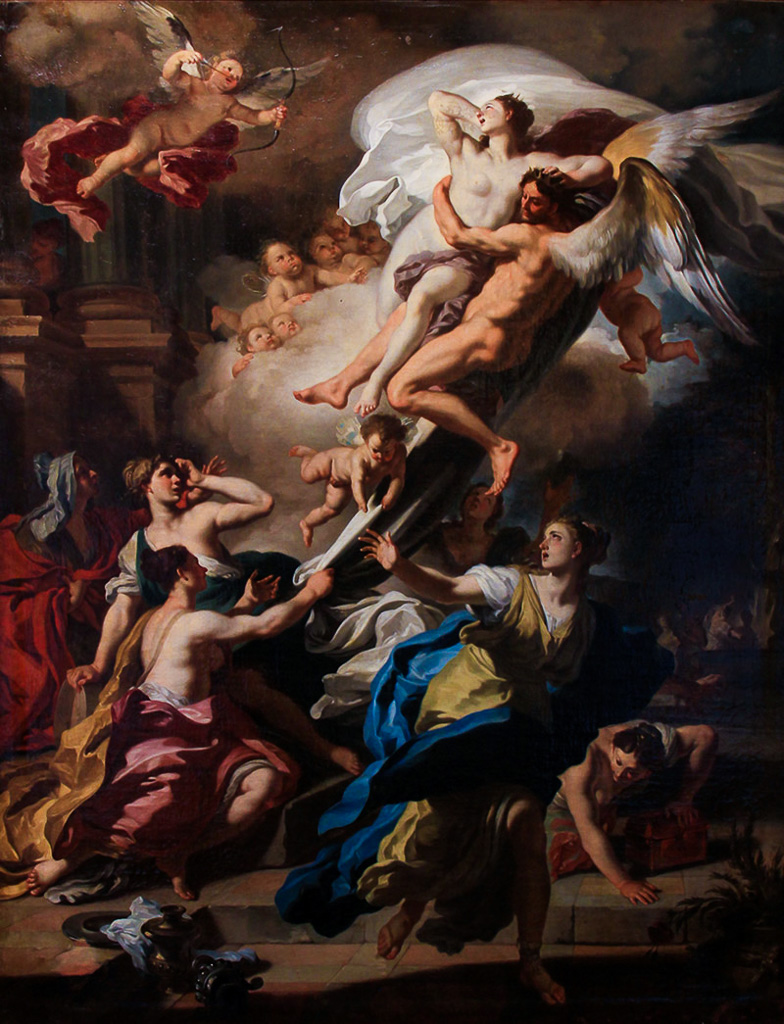
Francesco Solimena – Boreas ontvoert Oreithyia, dochter van Erechtheus, 1729
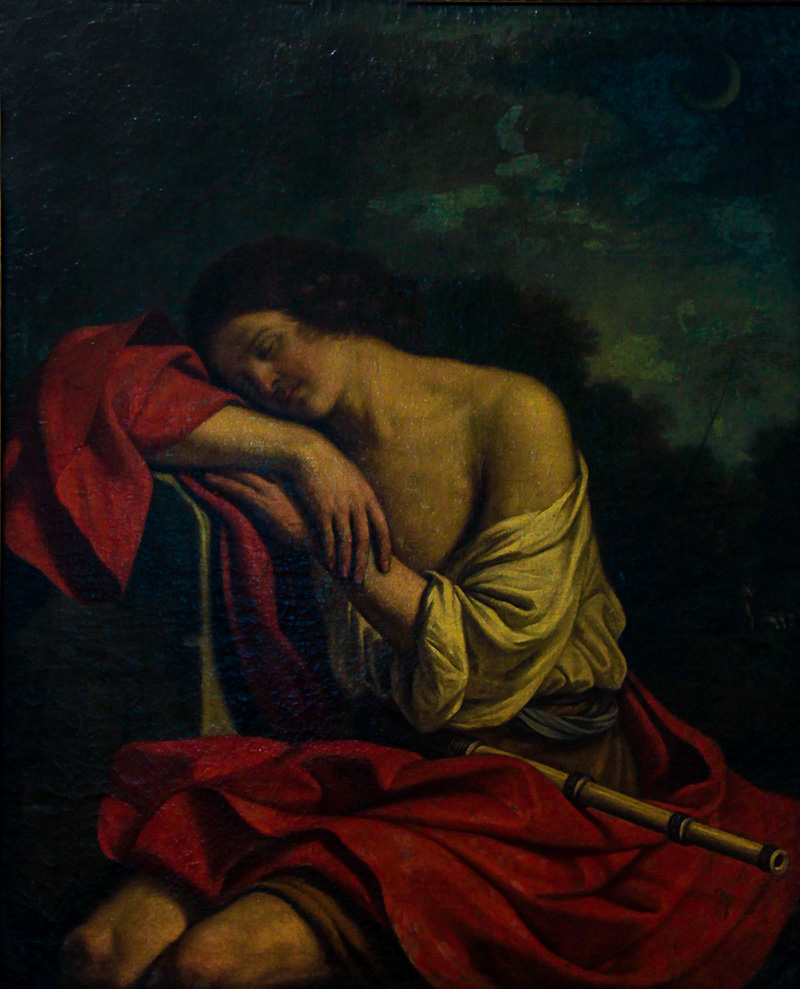
Guercino – Slapende Endymion, 17e eeuw
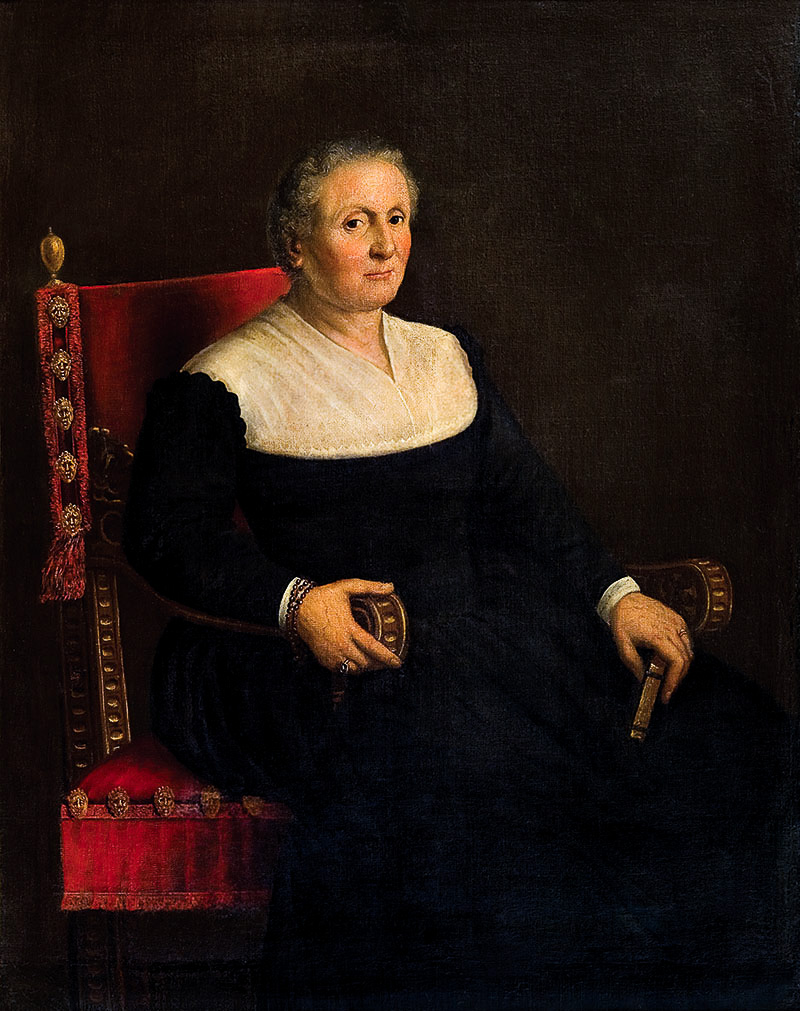
Leandro Bassano – Portret van een oude vrouw, 17e eeuw

### Vlaamse schilders
Een van de zalen is gewijd aan Vlaamse kunstschilders met werken van onder anderen Adriaen Brouwer, Justus Sustermans, David Teniers II en Balthazar Beschey.

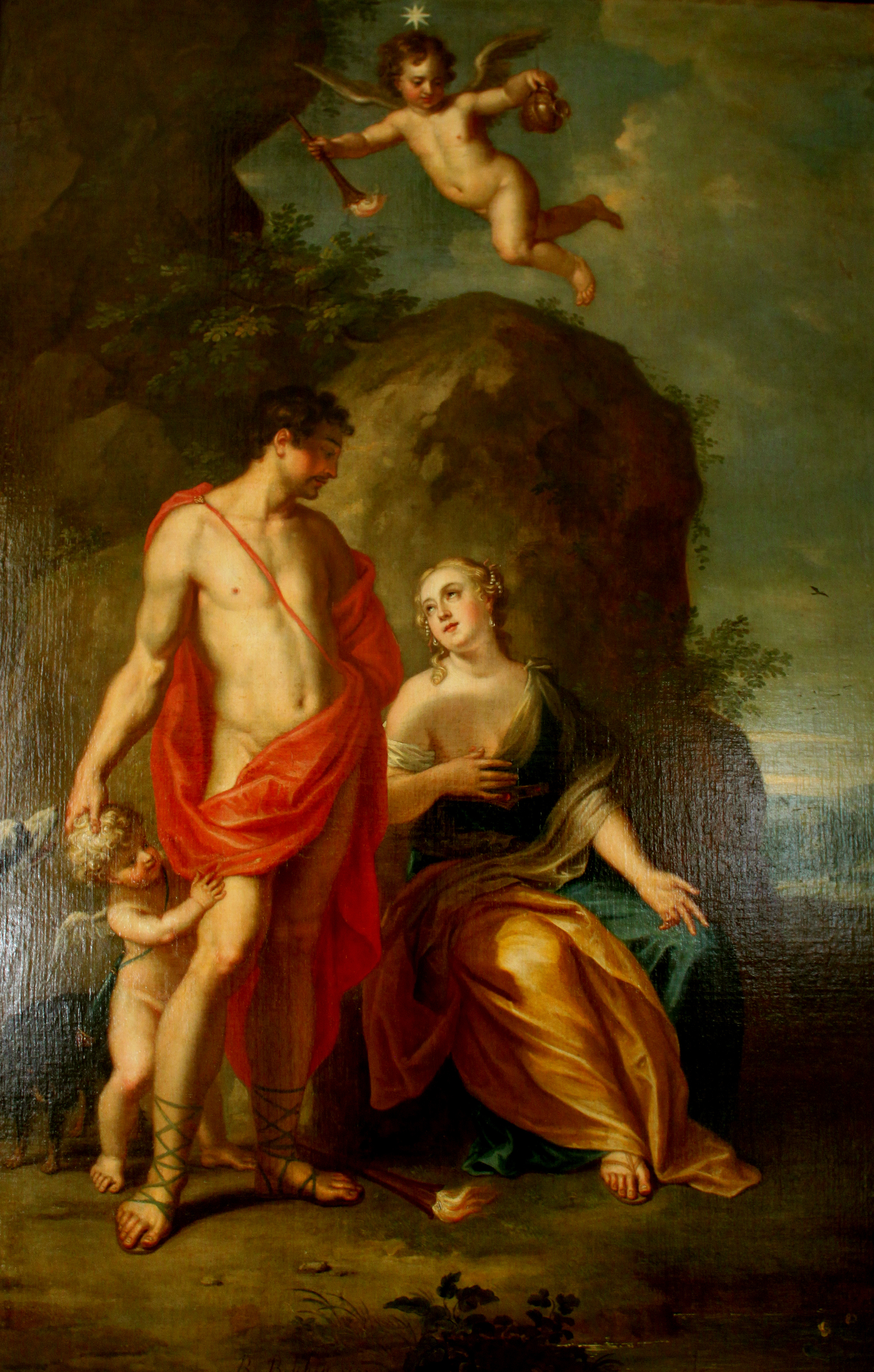
Balthasar Beschey - Venera en Adonis
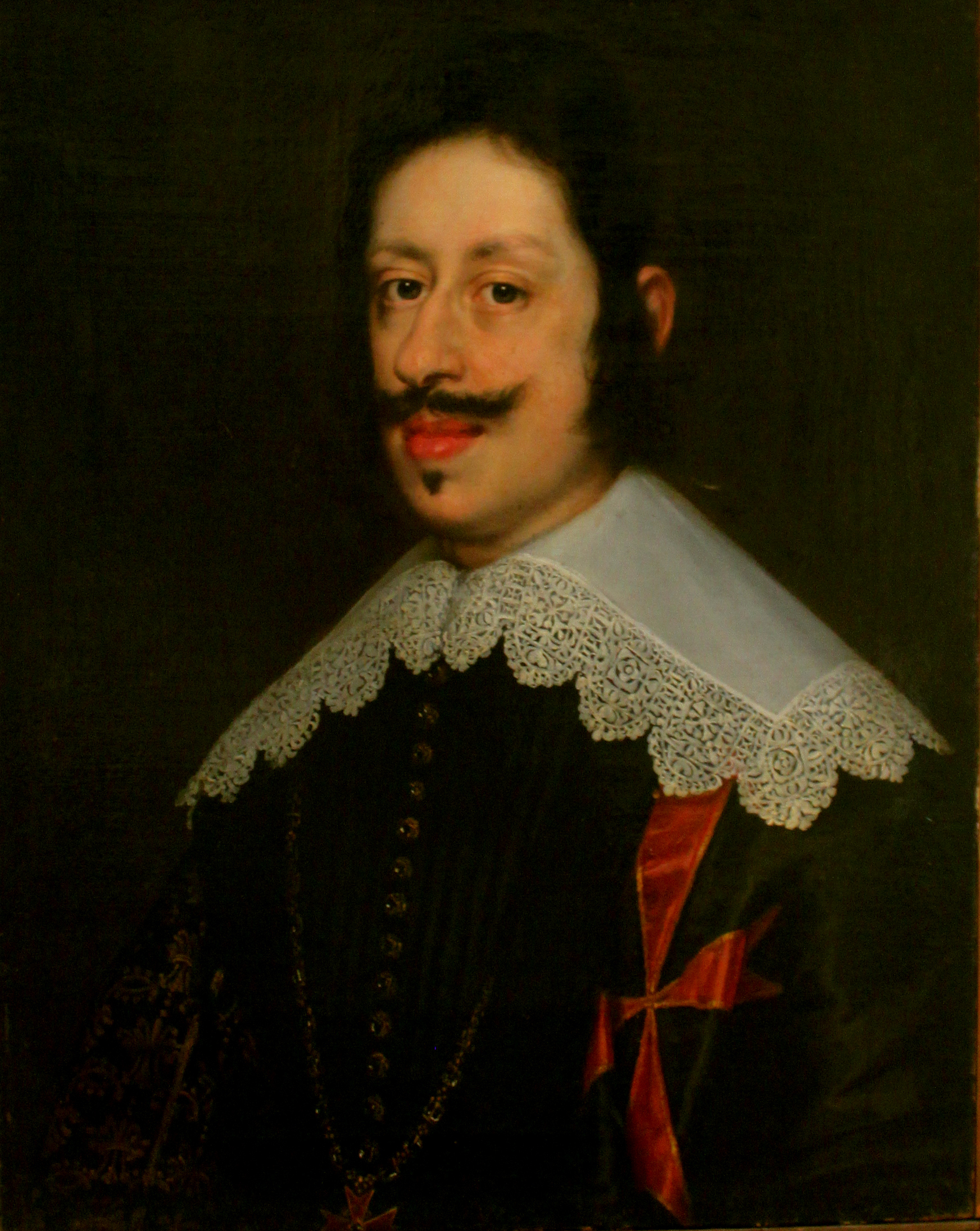
Justus Sustermans - Portret van F. Medici, 17e eeuw
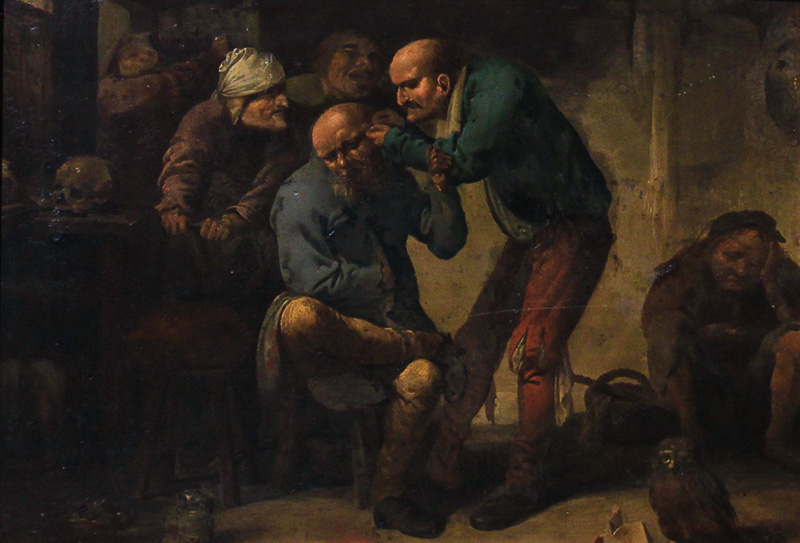
Adriaen Brouwer – Bij de chirurg, XVIIe eeuw
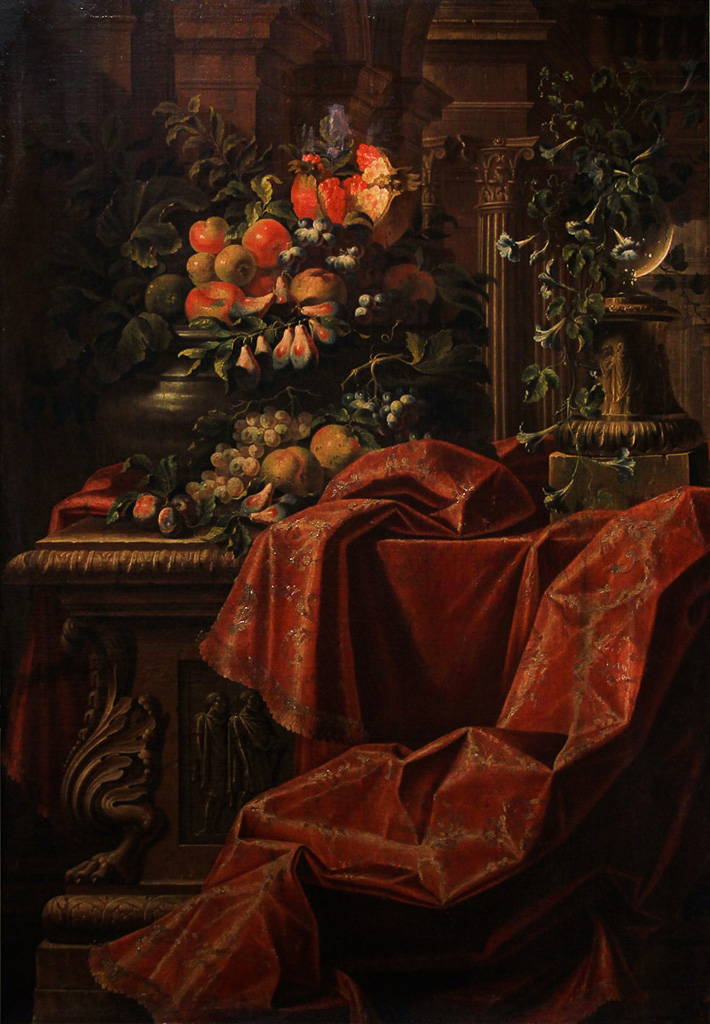
Onbekend Vlaams schilder - Stilleven, XVIIe eeuw

### Nederlandse schilders
De werken van Nederlandse kunstenaars omvatten een aantal werken van onder anderen Frans Hals, Michiel van Mierevelt, Pieter Claesz. en Adriaen van Ostade.

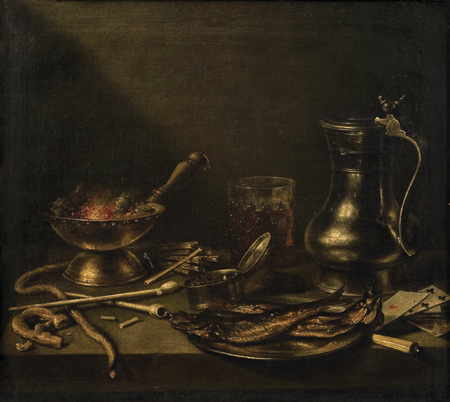
Pieter Claesz. - Stilleven
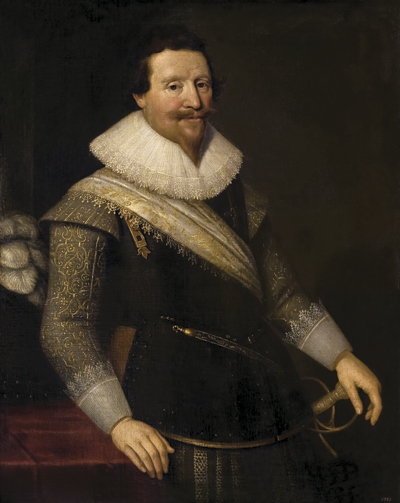
Michiel van Mierevelt - Portrait van de hertog van Wallenstein, 17e eeuw
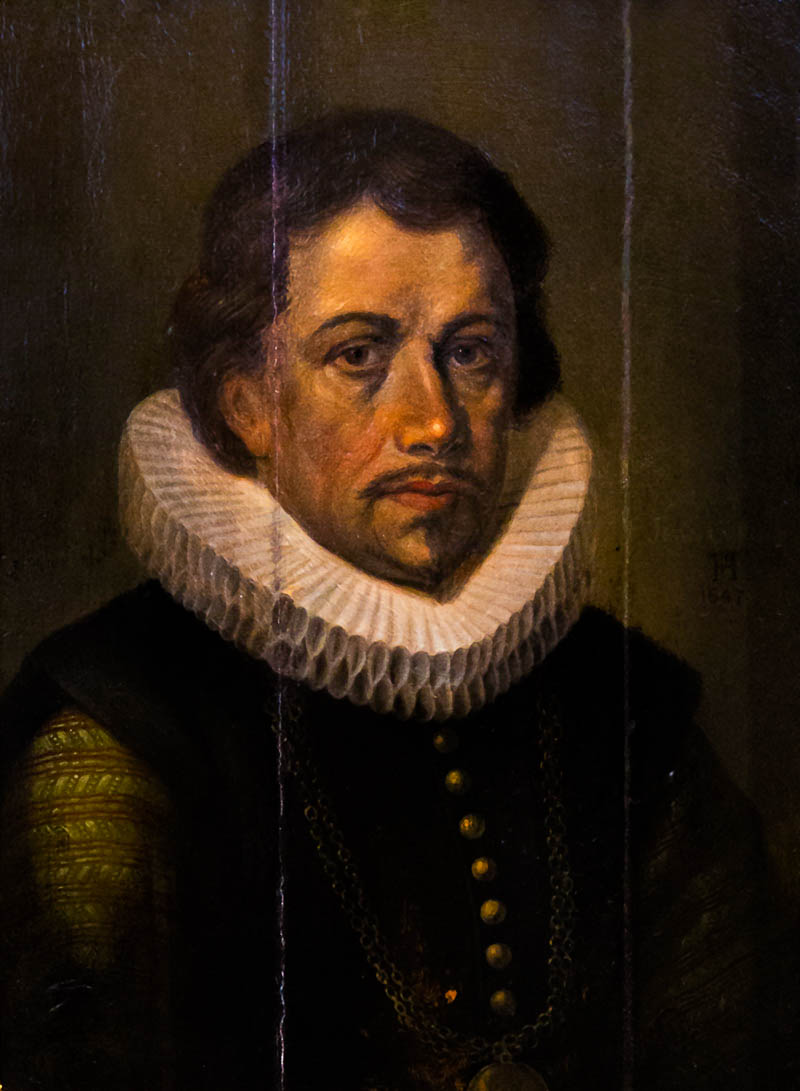
Frans Hals – Portret van een man
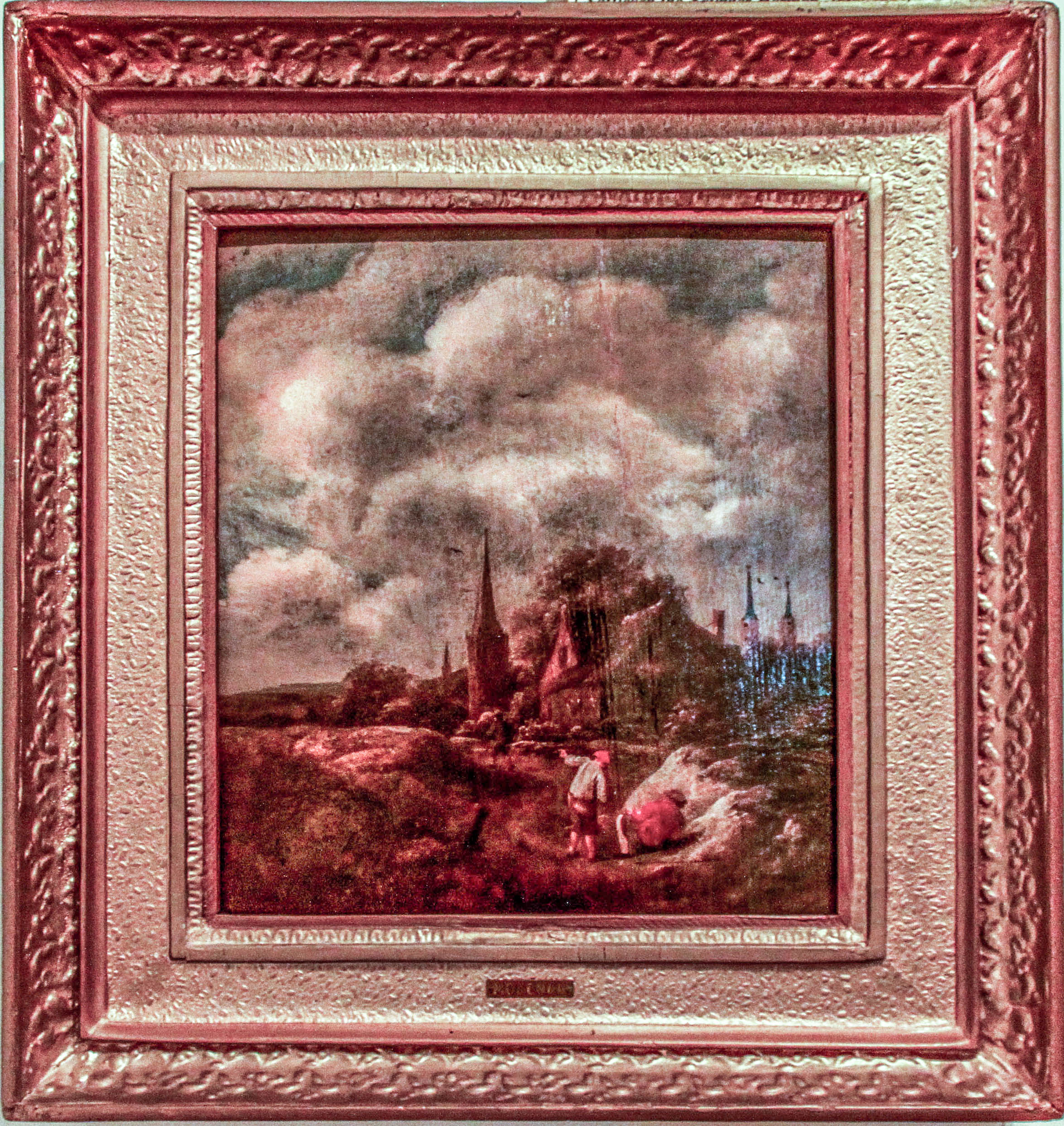
Nicolaes Molenaer – Landschap met huizen

### Franse schilders
Onder de werken van Franse schilders uit de zeventiende tot de negentiende eeuw, bevinden zich onder andere Gaspard Dughet (landschap), Jules Dupré (rivieroevers), Pascal Dagnan-Bouveret (portret van een vrouw, portret van een vrouw en kind), Jean-Baptiste Greuze (portret van een jong meisje), Jean-Joseph Benjamin-Constant (portret van keizerin Alexandra Feodorovna), Jean-Honoré Fragonard (pastorale) en Louis Hersent (Peter de Grote en Louis XV)

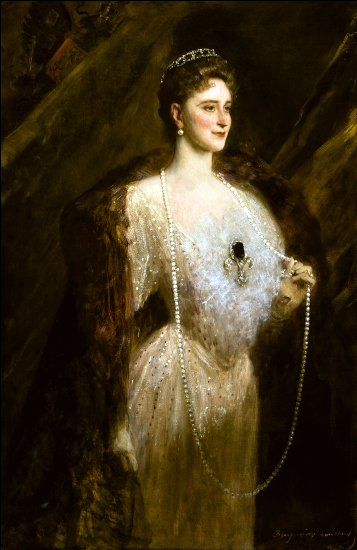
Jean-Joseph Benjamin-Constant - Portret van keizerin Alexandra Feodorovna, 19e eeuw
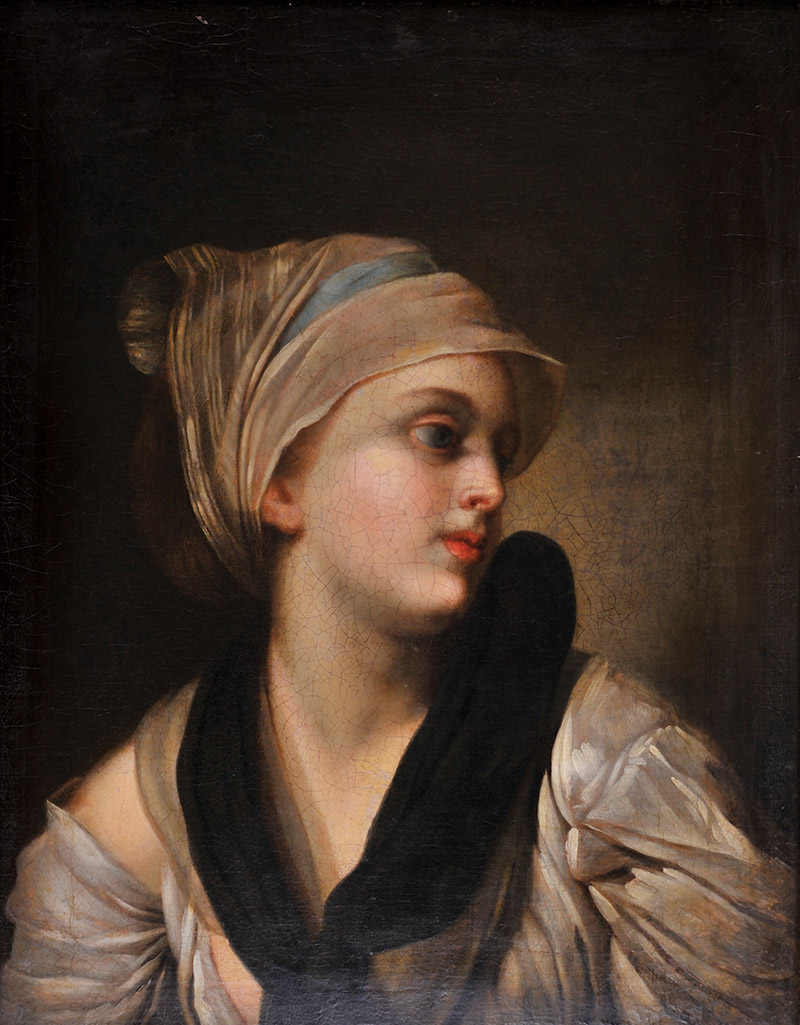
Jean-Baptiste Greuze - Portret van een jong meisje
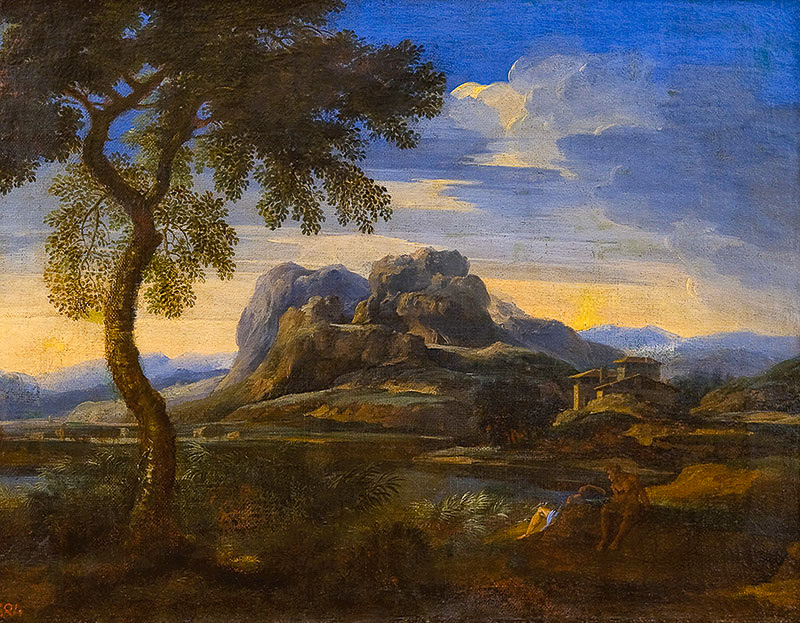
Gaspard Dughet - Landschap, XVIIe eeuw
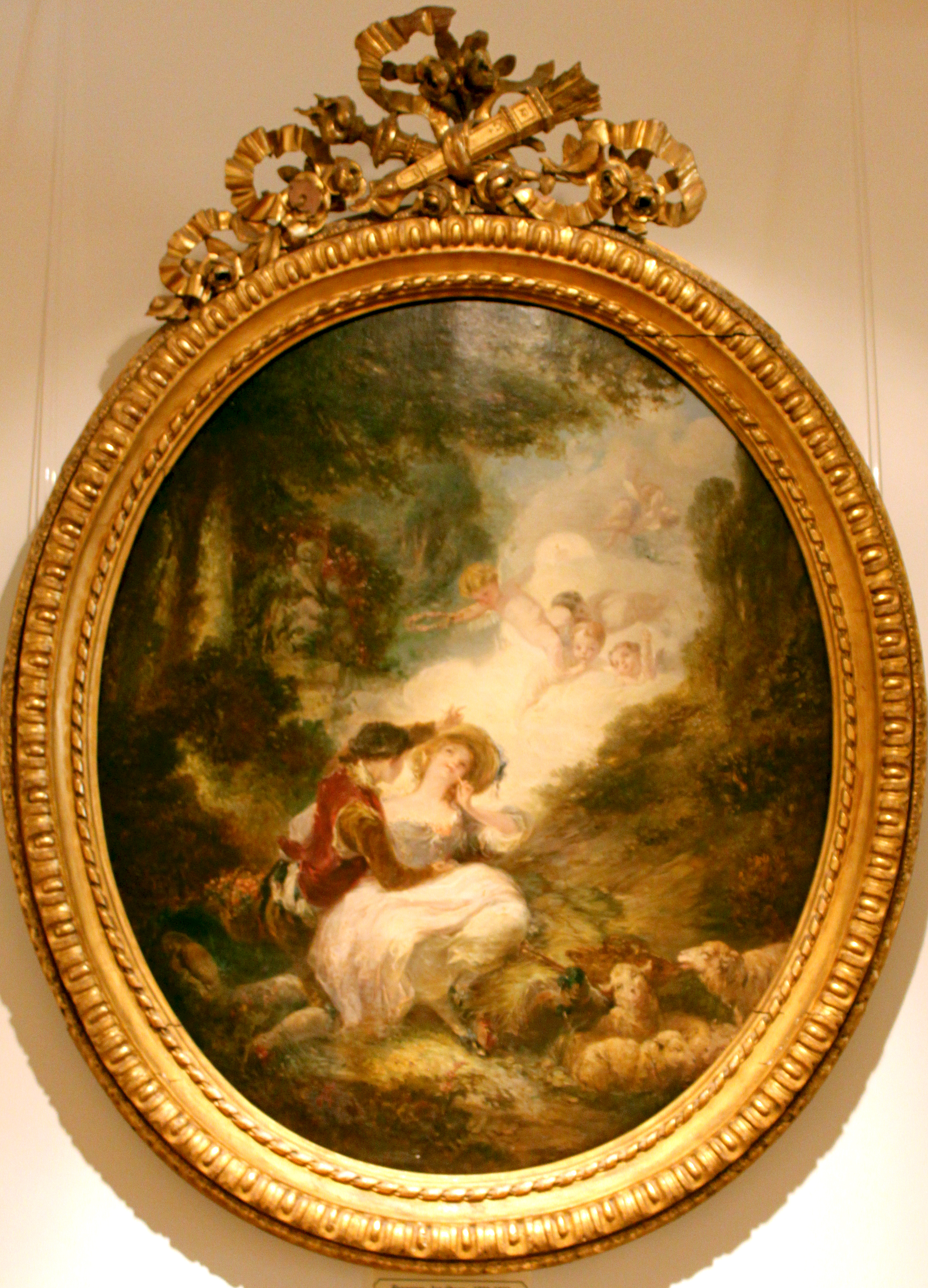
Jean-Honoré Fragonard - Pastorale
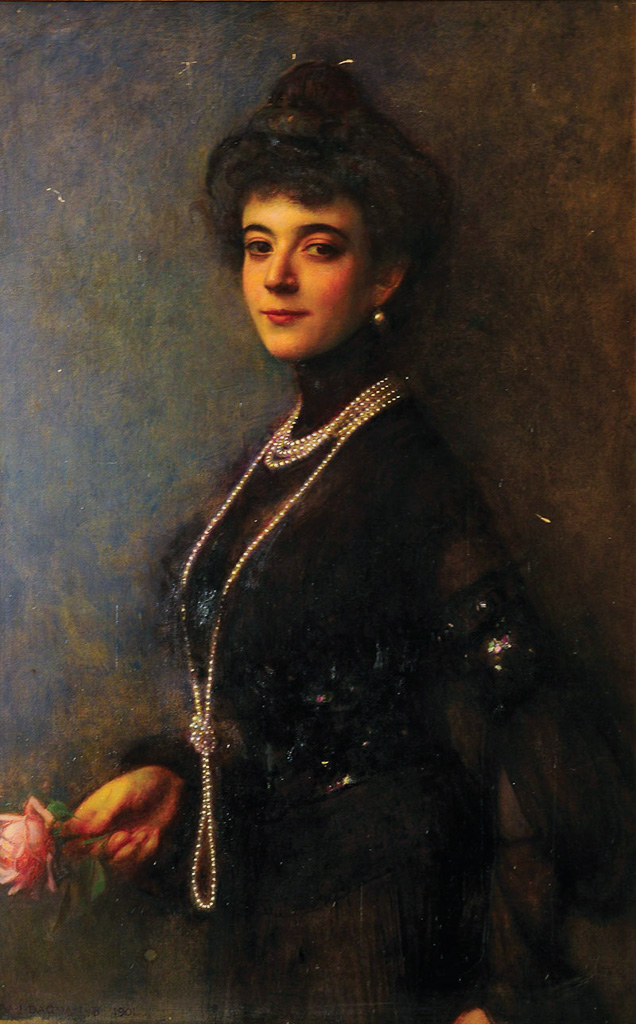
Pascal Dagnan-Bouveret – Portret van een vrouw

### Duitse schilders
Onder de werken van de Duitse schilders zijn schilderijen van onder andere Johann Heinrich Roos (kudde), Friedrich August von Kaulbach (portret van Alexandra Fedorovna achttien jaar oud, portret van de jonge Alexandra Fedorovna), Eduard Joseph d'Alton (portret van een vrouw), Elisabeth Strempel (portret van de oude dame in traditionele kledij), Franz Kops (portret van een meisje).

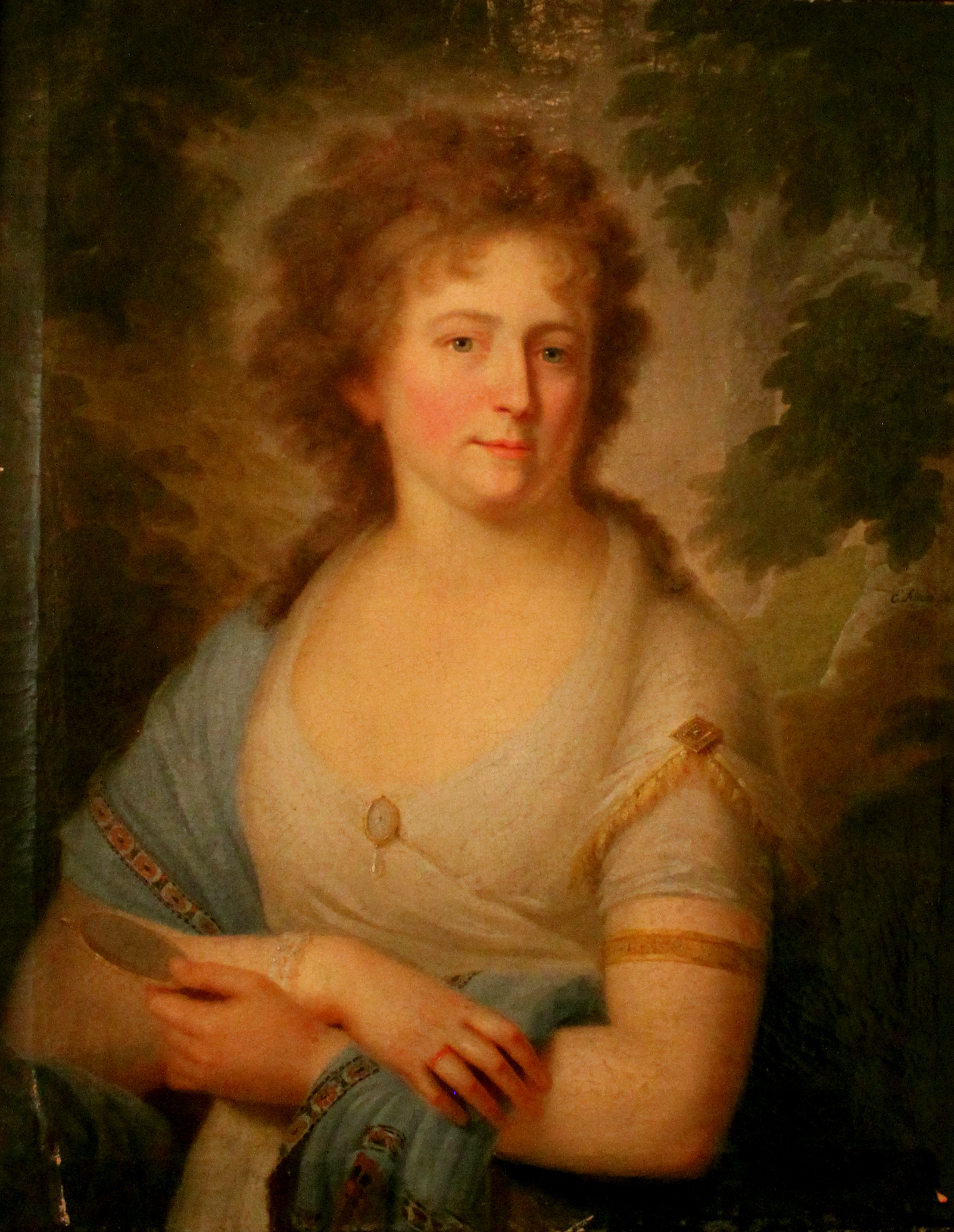
Joseph Wilhelm Eduard d’Alton – Portret van een vrouw
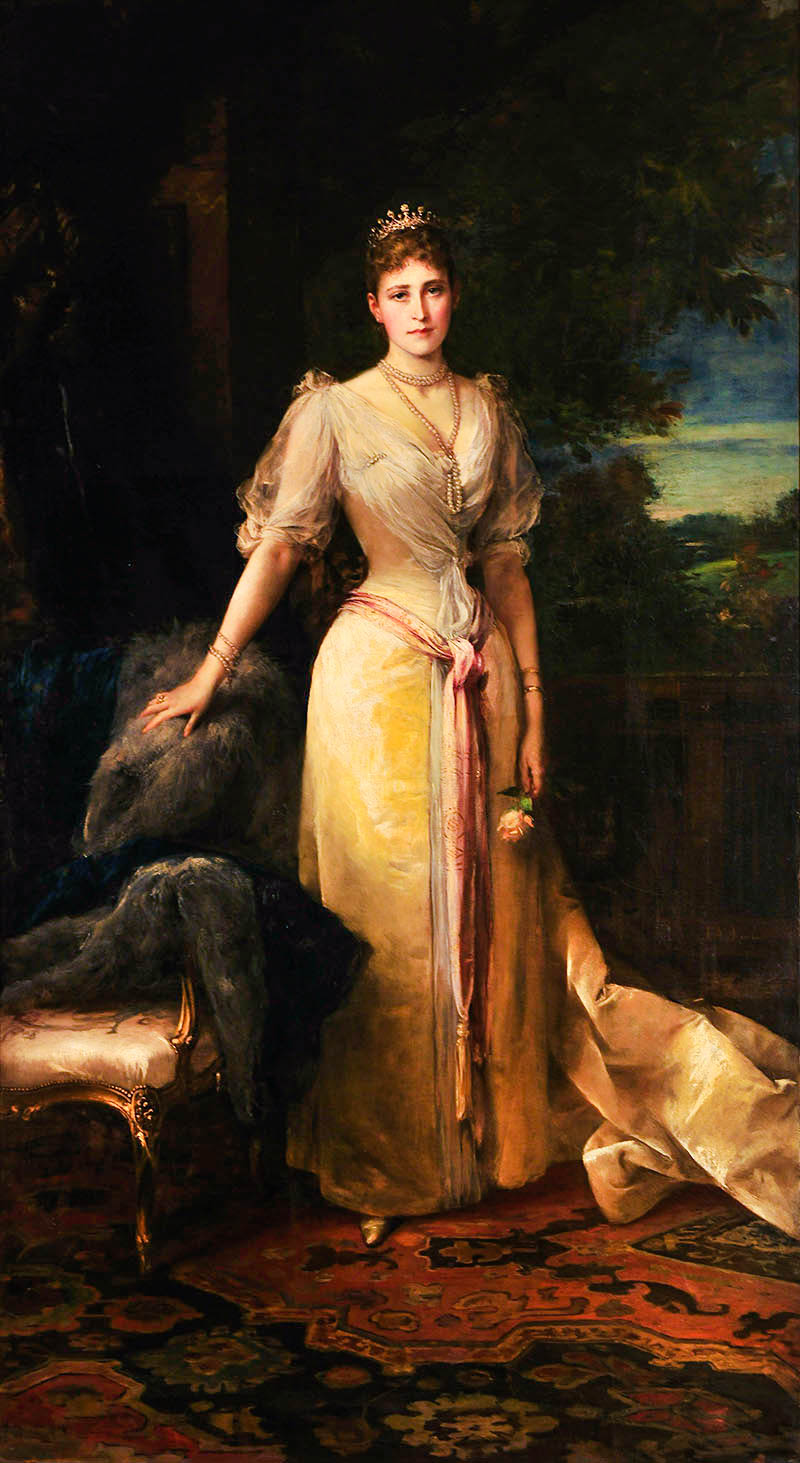
Friedrich August von Kaulbach - Portret van Alexandra Fedorovna achttien jaar oud, 19e eeuw
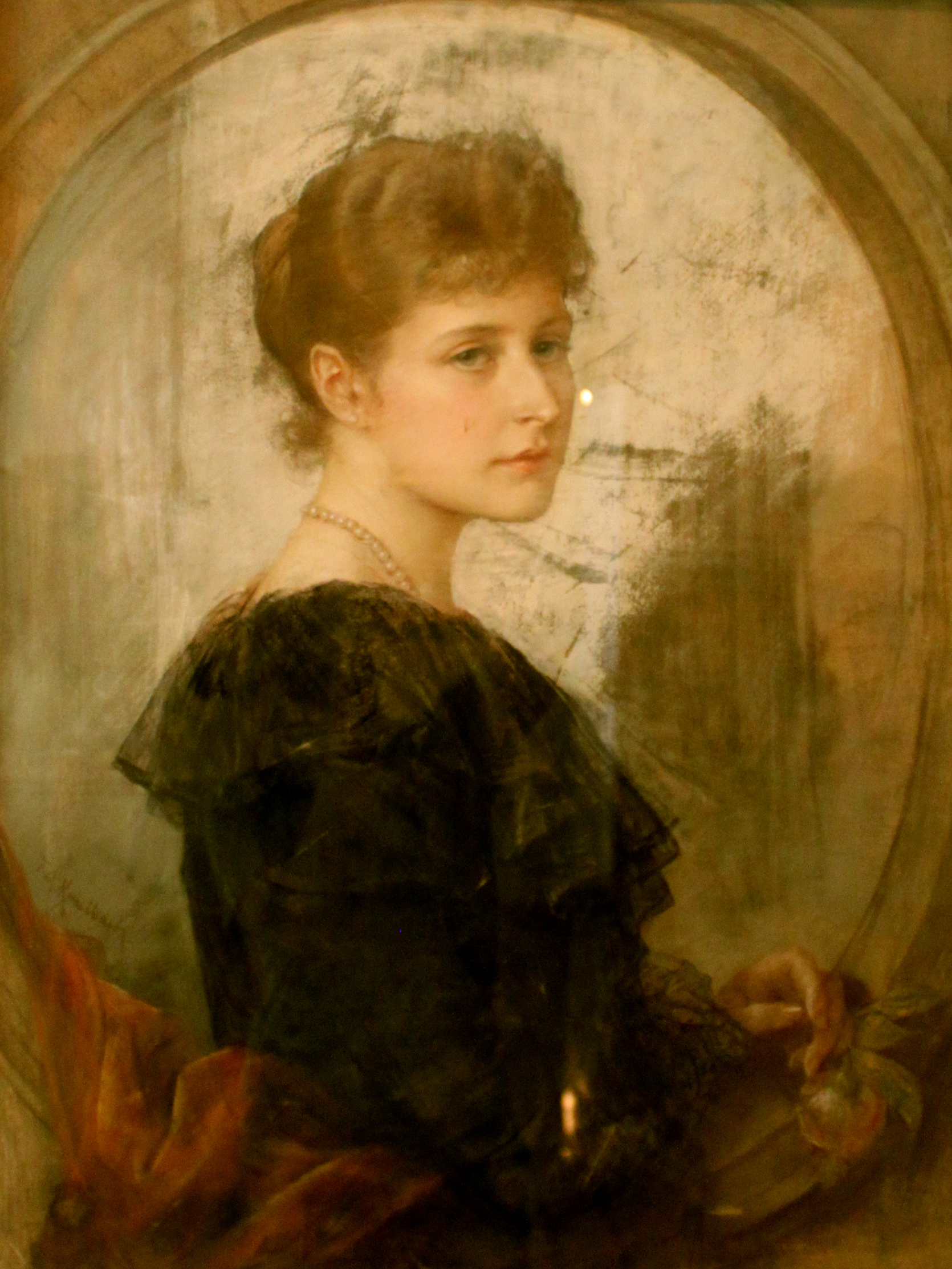
Friedrich August von Kaulbach – Portret van de jonge Alexandra Fedorovna
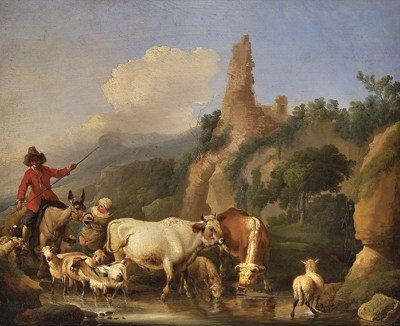
Johann Heinrich Roos - Kudde, 1676
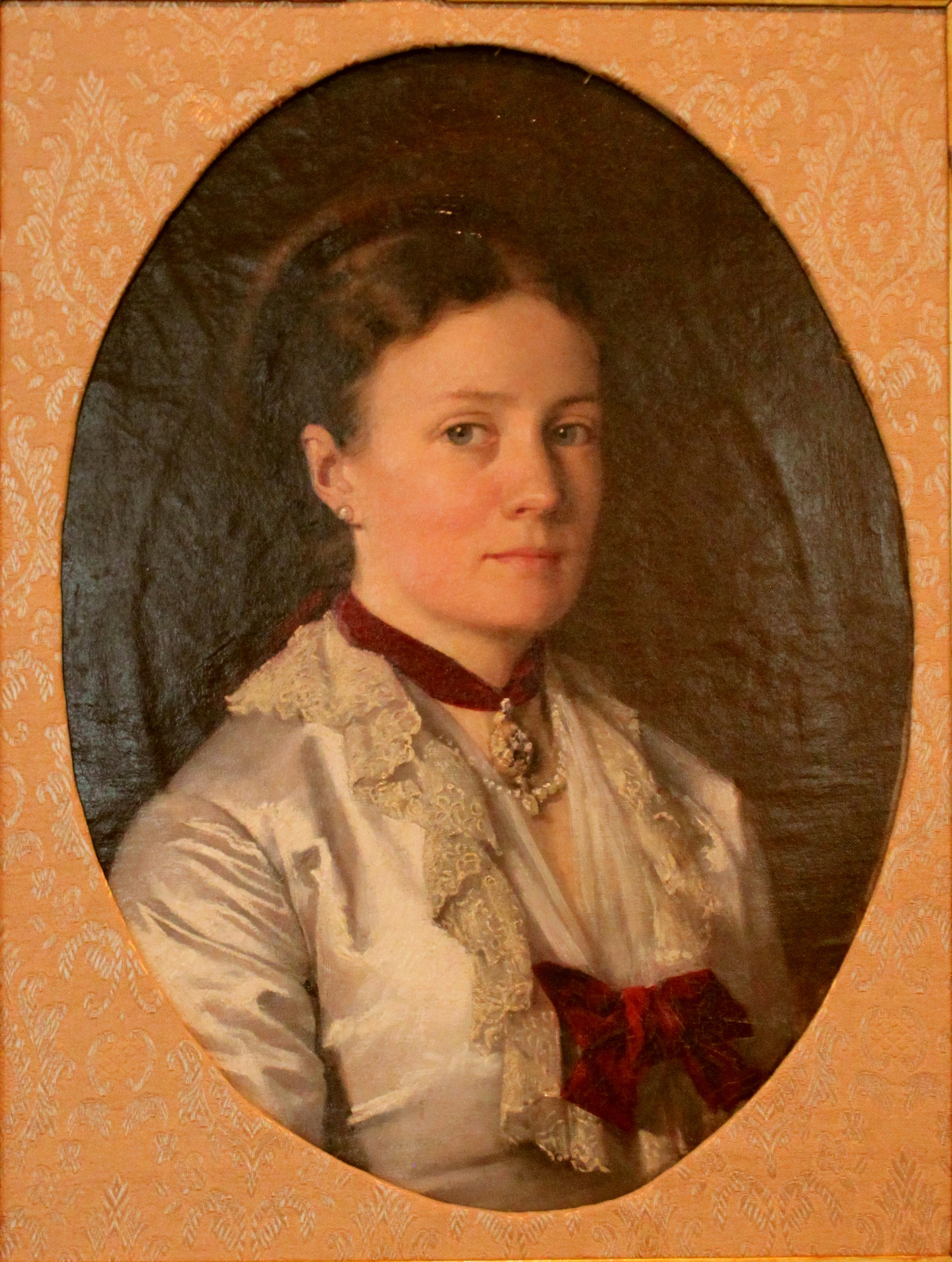
Franz Kops – Portret van een meisje

## Russische schilders
De werken van Russische schilders zijn verdeeld in drie collecties: religieuze schilderkunst met iconen uit verschillende tijdperken, werken uit de negentiende eeuw en werken uit de twintigste eeuw.

### Iconen
De collectie bevat iconen uit verschillende tijdperken met werken van verschillende scholen zoals Moskou, Novgorod, Vladimir en Pskov. Een van de meest waardevolle voorbeelden van de collectie zijn het icoon van Onze-Lieve-Vrouw van Vladimir uit de zestiende eeuw, het icoon van Onze-Lieve-Vrouw van Kazan van de zeventiende eeuw, twee iconen die behoren tot de Moskouse school, De verrijzenis van Jezus en het icoon van Jezus Christus de Verlosser, herwerkt in de stijl van de Novgorodschool door Ivan Kapousta in 1794.

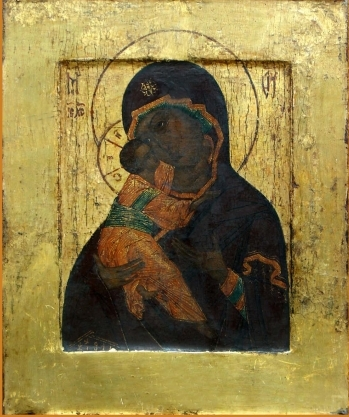
Moeder Gods van Vladimir, einde 16e eeuw
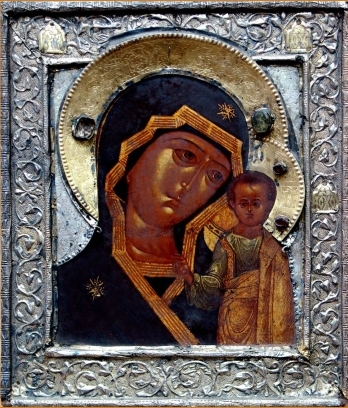
Moeder Gods van Kazan, einde 17e eeuw
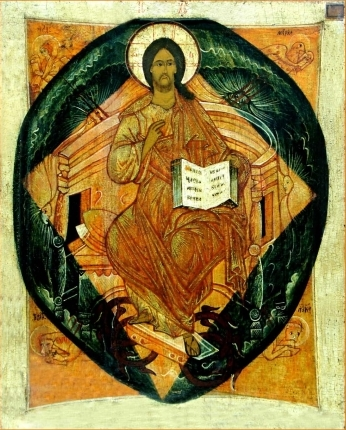
Verrijzenis van Christus, XVIIe eeuw, Moskouse school
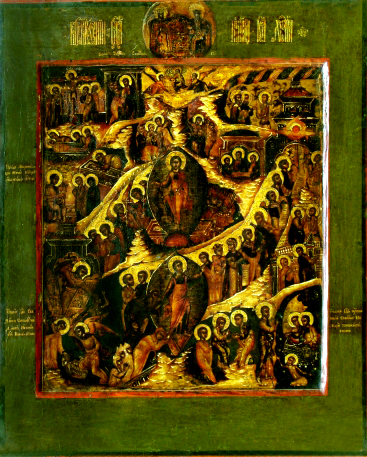
Verrijzenis van Christus, XVIIe eeuw, Moskouse school
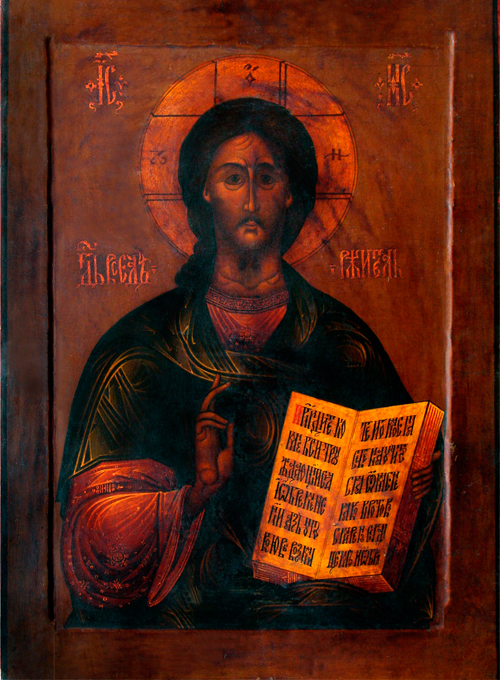
Juzus Christus, Ivan Kapousta, Novgorodschool, 1794

### 19e eeuw
De 19de-eeuwse Russische schilderijencollectie omvat werken van onder anderen Aleksej Venetsjanov, K. Lemox, A. Ivanov, V. Verezagin, P. Vereshagin, V. Pukirev, V. Tropin, Orlovsky, Ivan Sjisjkin, L. Jodeyko, K. Briullov, A. Kunci, V. Makovski, Ivan Ajvazovski en A. Bogoljubov. Het thema van sommige werken die in deze collectie worden getoond, heeft betrekking op de Kaukasus en Azerbeidzjan. 

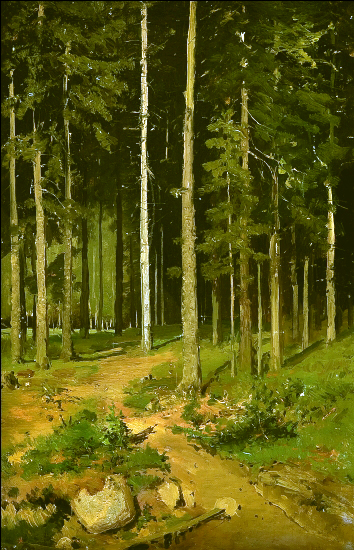
Ivan Sjisjkin – De weg door het woud
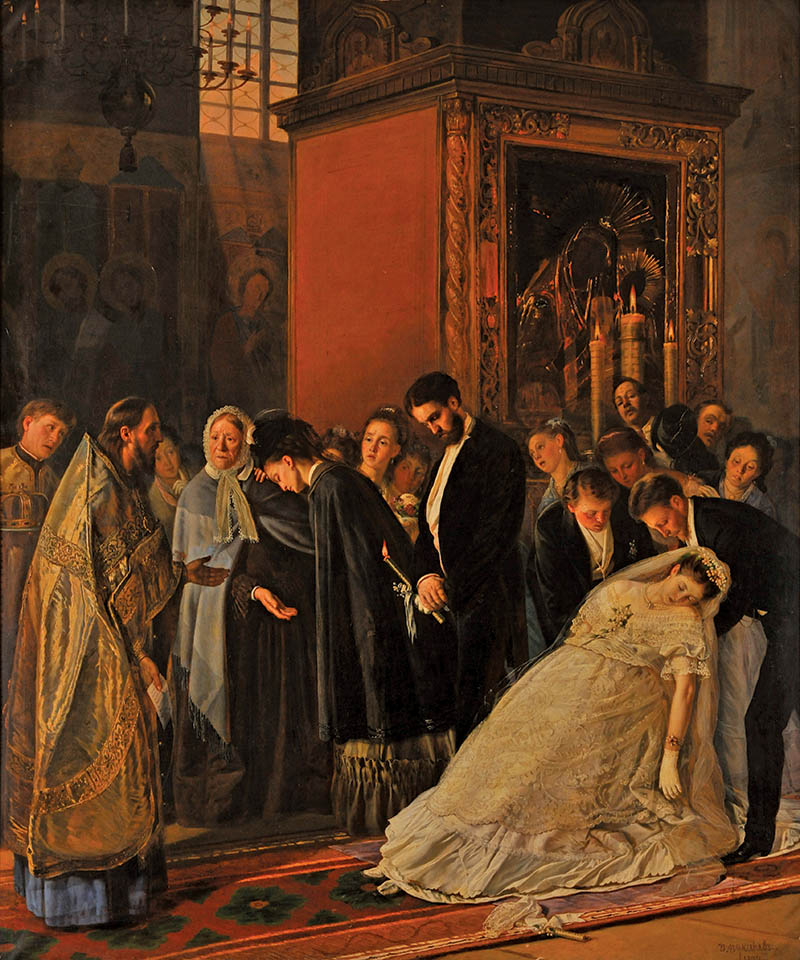
Vasili Pukirev – Onderbroken huwelijk, 1877
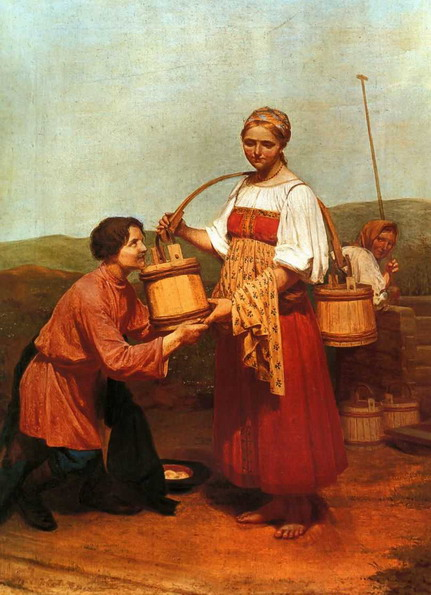
Aleksej Venetsjanov - Ontmoeting bij de waterbron, 1843
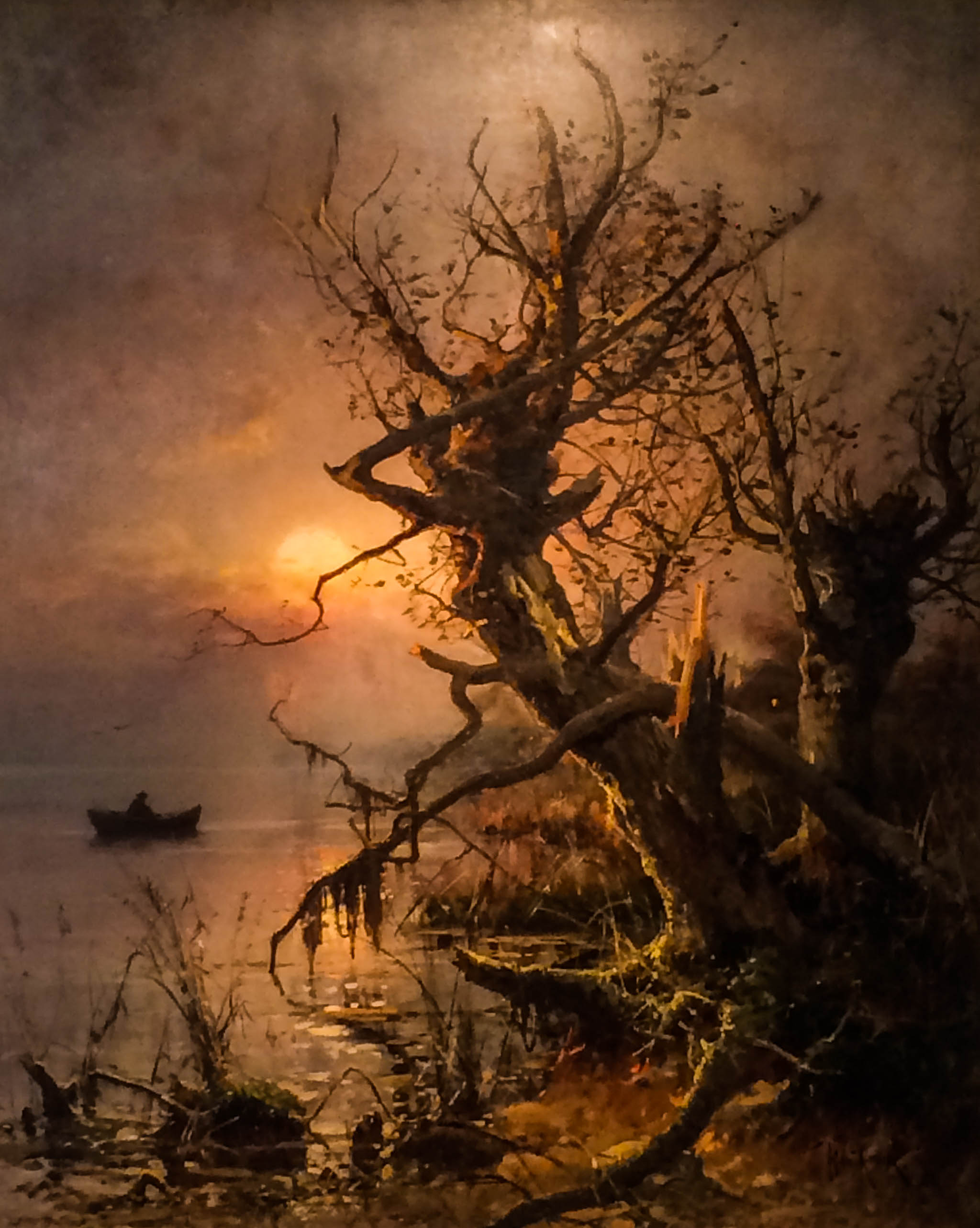
Julius von Klever - Landschap, 1881
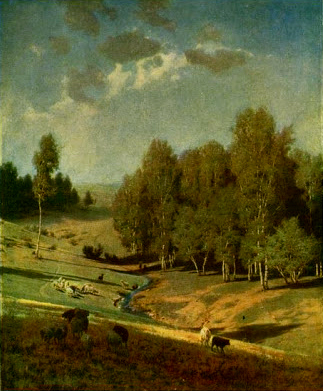
Ivan Orlovski - Berkenbos

### 20e eeuw
De verzameling werken van de meest beroemde hedendaagse Russische kunstenaars is verzameld in de Russische kunstcollectie van de 20ste eeuw van het Nationaal Kunstmuseum van Azerbeidzjan. De collectie omvat werken van onder anderen A. Daynenka, G. Nisski, V. Oreshnikov, Y. Pimenov, K. Yuon, Y. Razumovskaya, K. Korovin, A. Murashko, F. Botkin, N. Rerix, A. Drevin, V. Kandinsky, A. Kuprin, A. Lentulov, N.Grigoryev, I. M. Baskov, V. Pastel, I.L. Lisitski, C. Klutsis, O. Rozanova, V. Pastel, I.P., A. Stefenberg, A.L. Lissky, P. Utkin, V. Stenberg, L. Zupperman, V. Baranov-Rossine, G. Fyodrov, P. Konchalovski, Şkolnik en İ. Grabar. In speciale hallen worden werken van beroemde kunstenaars Wassily Kandinsky en Konstantin Korovin tentoongesteld.

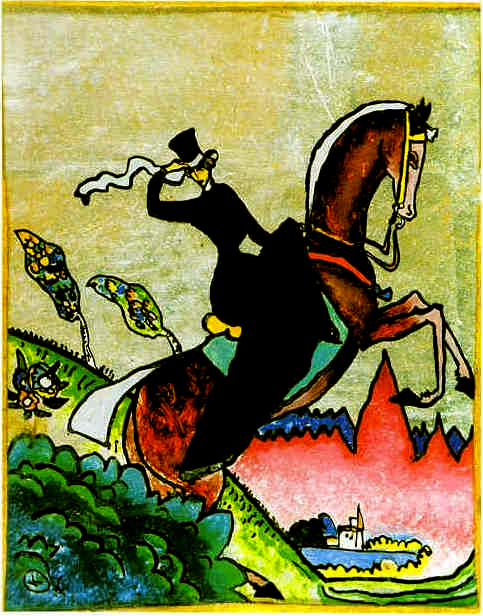
Vasili Vasilyeviç Kandinski (1886-1944) - Rijdende amazone, 1917
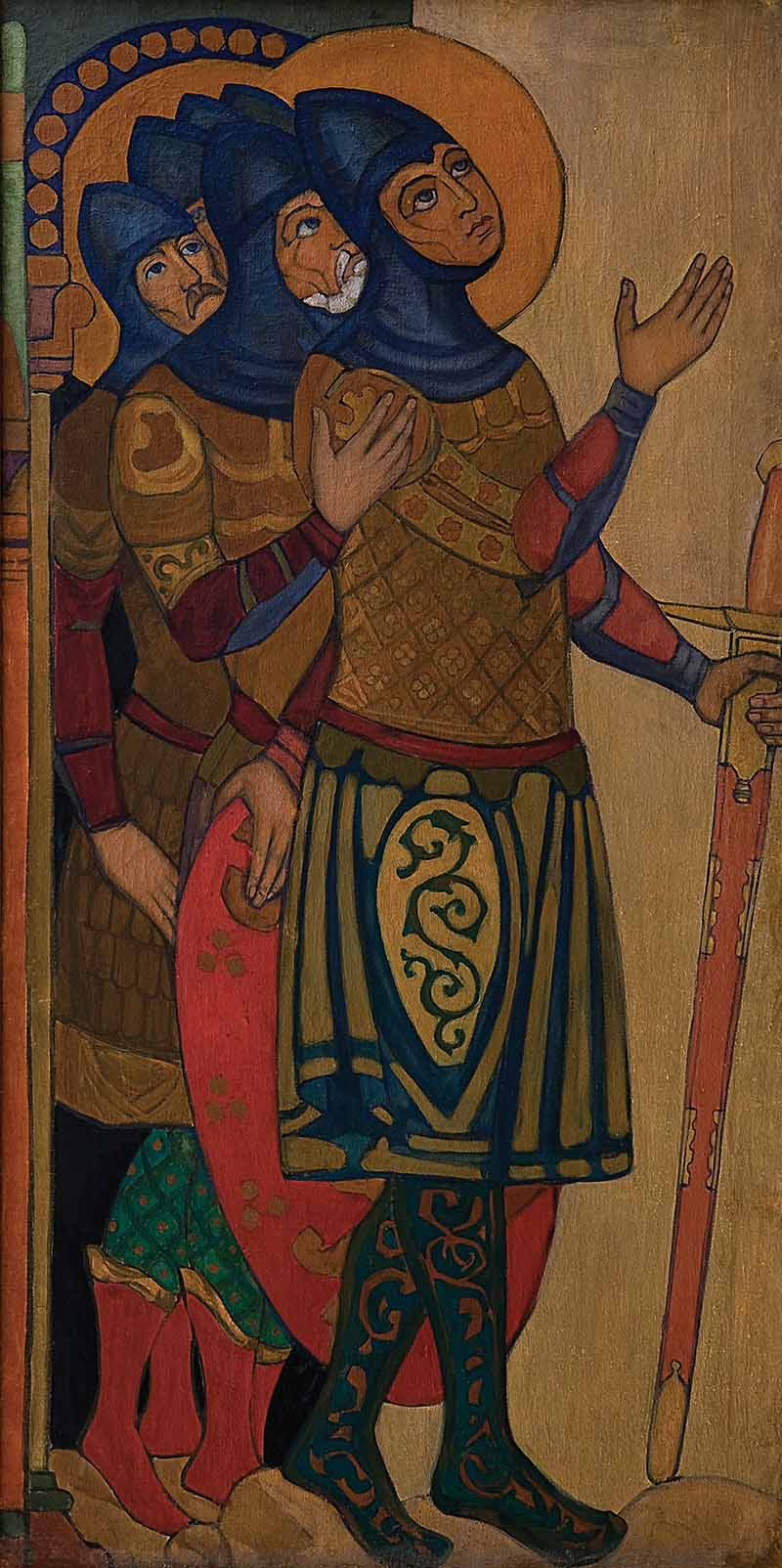
Rerix Konstantinoviç Nikolay (1874-1847) - Heilige krijgers, 1910-1912
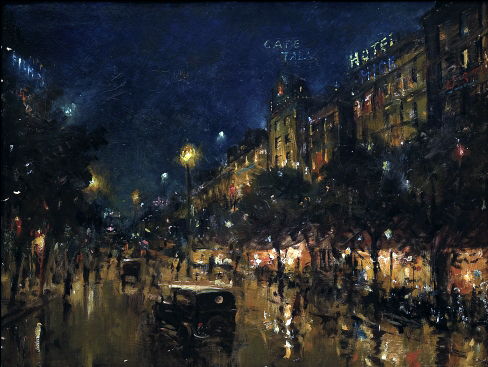
Korovin Alekseyeviç Konstantin (1861-1939) - Parijs bij nacht, 1906-1912
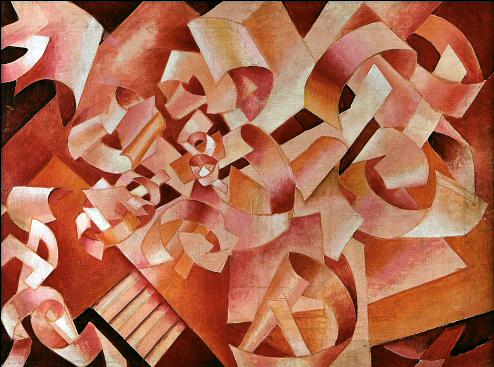
Baranov -Rossine Vladimir Davidoviç (1888-1942) - Roze
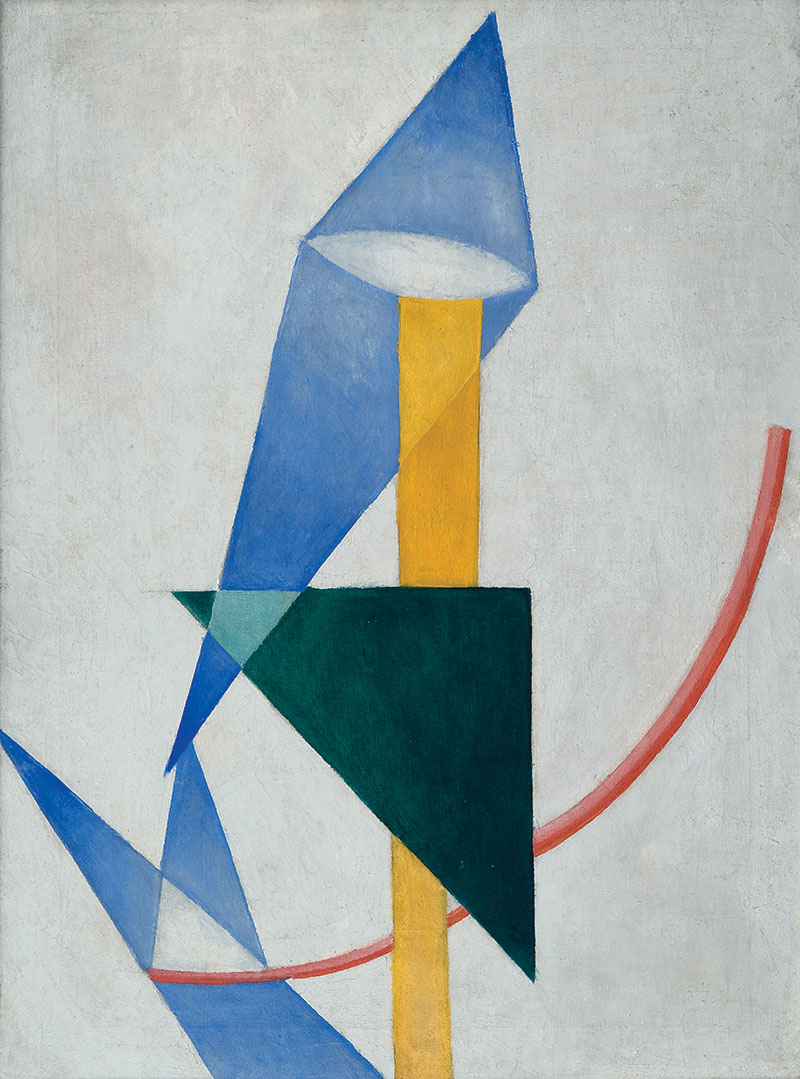
Olqa Vladimirovna Rozanova (1886-1918)

## Grafische collectie
Een grote verzameling grafische werken zijn te bezichtigen in het museum. De gravurecollectie van het museum bestaat uit drie delen: de werken van kunstenaars uit Azië, Europa en Azerbeidzjan. De collectie omvat ook werken van 17e- en 18e-eeuwse kunstenaars.
Het museum heeft grafische werken van onder anderen Bernard Pikar, Denoye Auguste Caspar Louis Boucher, Georg Friedrich Schmidt, Jan Dule, Jean-Jacques Avril, Louis Francois Mariage, Jean-Francois Leonor Merime, Pierre Imbert Derevet, Share François, Antoine Karre, Robert Gaillard, Grigoriy Gagarin, Vasily Mate, Akbar Sərgizad Tabrizi, Abbas Hussein, Azim Azimzade, Maral Rahmanzada, Akbar Rzaguliyev, Altay Hajiyev, Elmira Shahtakhtinskaya, Arif Asgarov, Elchin Mammadov, Huseyn Aliyev en Jamil Mufidzada. Bovendien worden miniaturen van middeleeuwse Indiase, Chinese, Iraanse en Azerbeidzjaanse kunstenaars bewaard in de collectie van het museum.

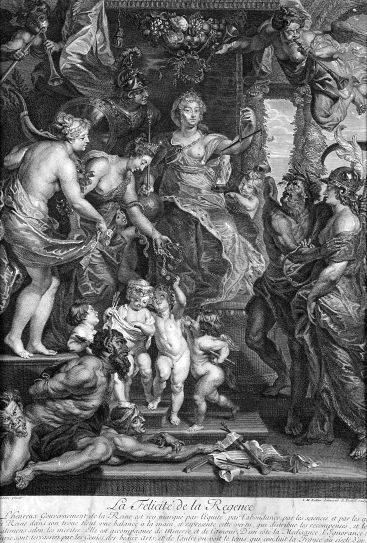
Bernard Pikar (1678-1733)
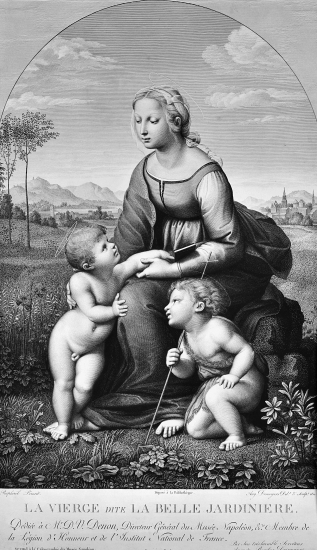
Boucher Denoye Auguste Caspar Louis - "Madonna del Cardellino"
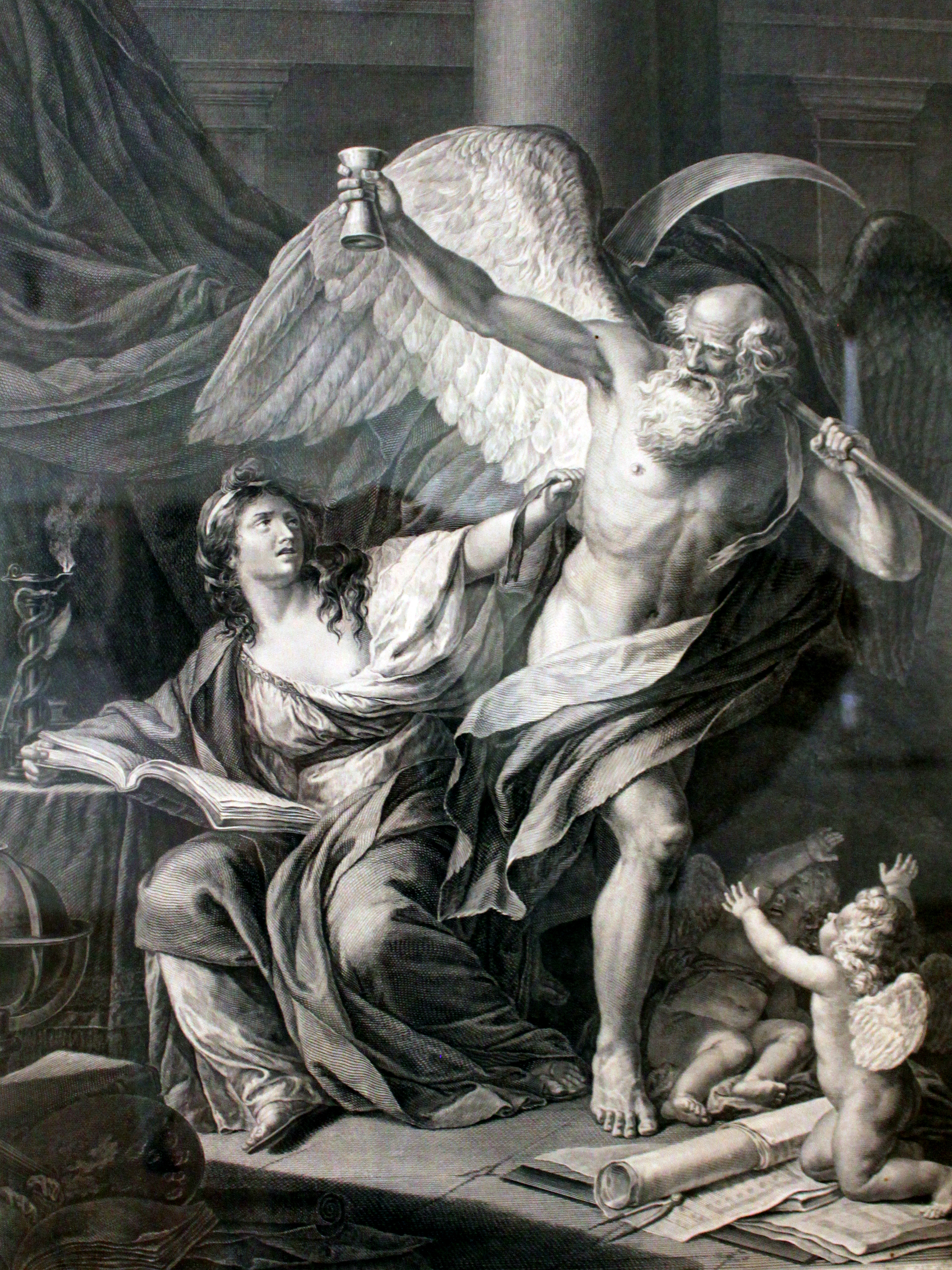
Jean-Jacques Avril - Het stoppen van de tijd
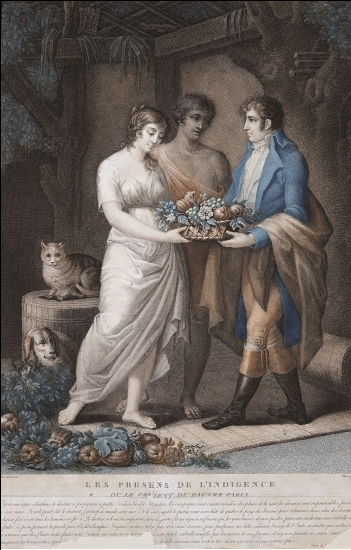
Lui François Mariage - Geschenk van de armen
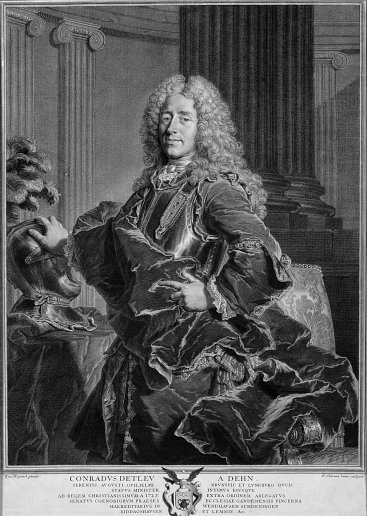
Share François - Portret van Konrad Detlev

## Beeldhouwkunst
Het museum heeft beeldhouwwerken uit de Oudheid tot het moderne tijdperk. De collectie omvat werken van beroemde Egyptische, oud-Griekse en oude Romeinse kunstenaars, waaronder Pjotr Tenerani, Lorenzo Bartolini, Antonio Frilli, Antonio Canova, Johann Georg Pinsel, Franz von Stuck, Joseph Bernard, Ferdinand Barbédine en François-Raul Larce, evenals werken van onbekende Europese kunstenaars die in verschillende perioden in Azerbeidzjan gewoond en gewerkt hebben.

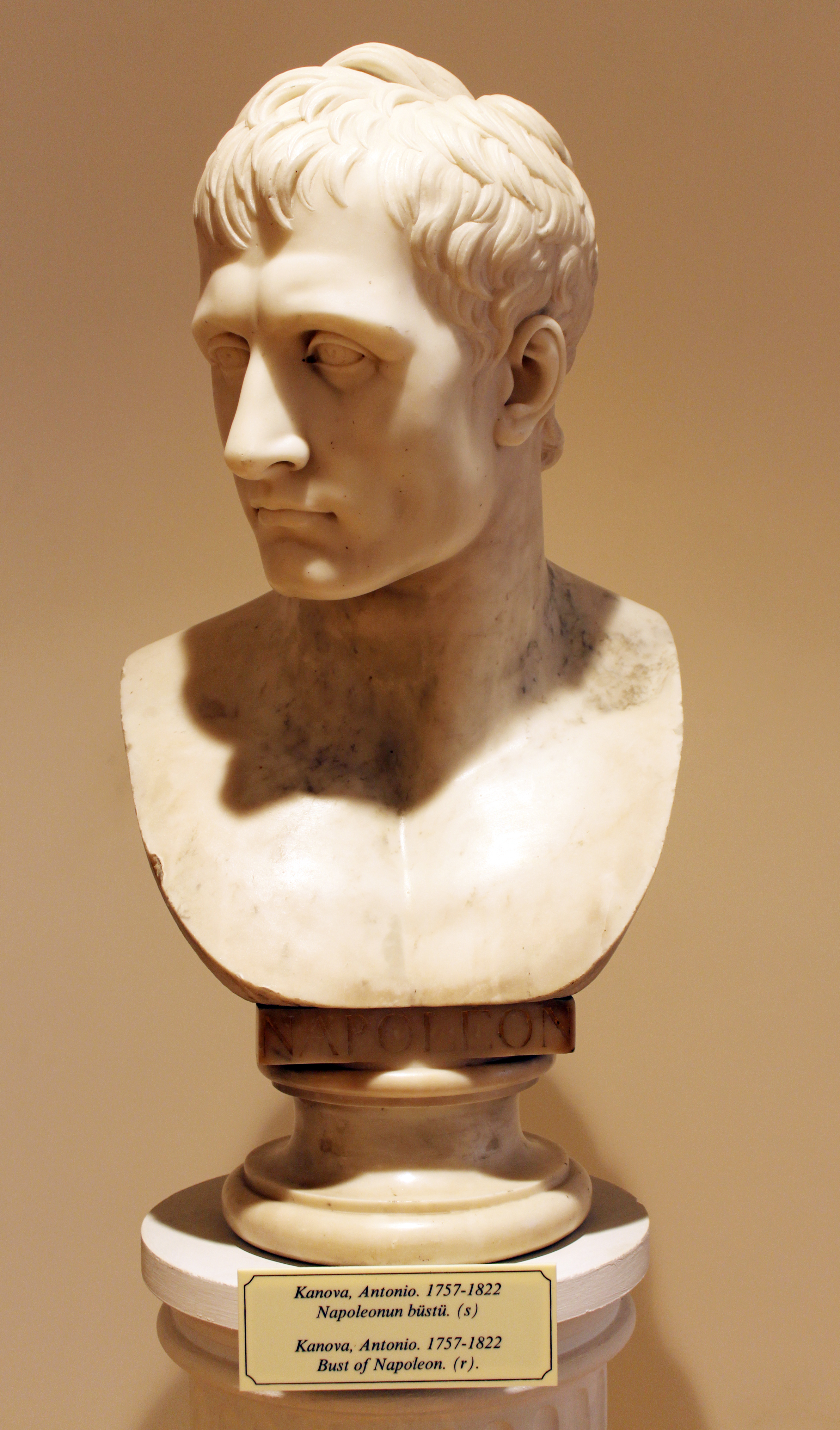
Antonio Canova - Buste van Napoleon I
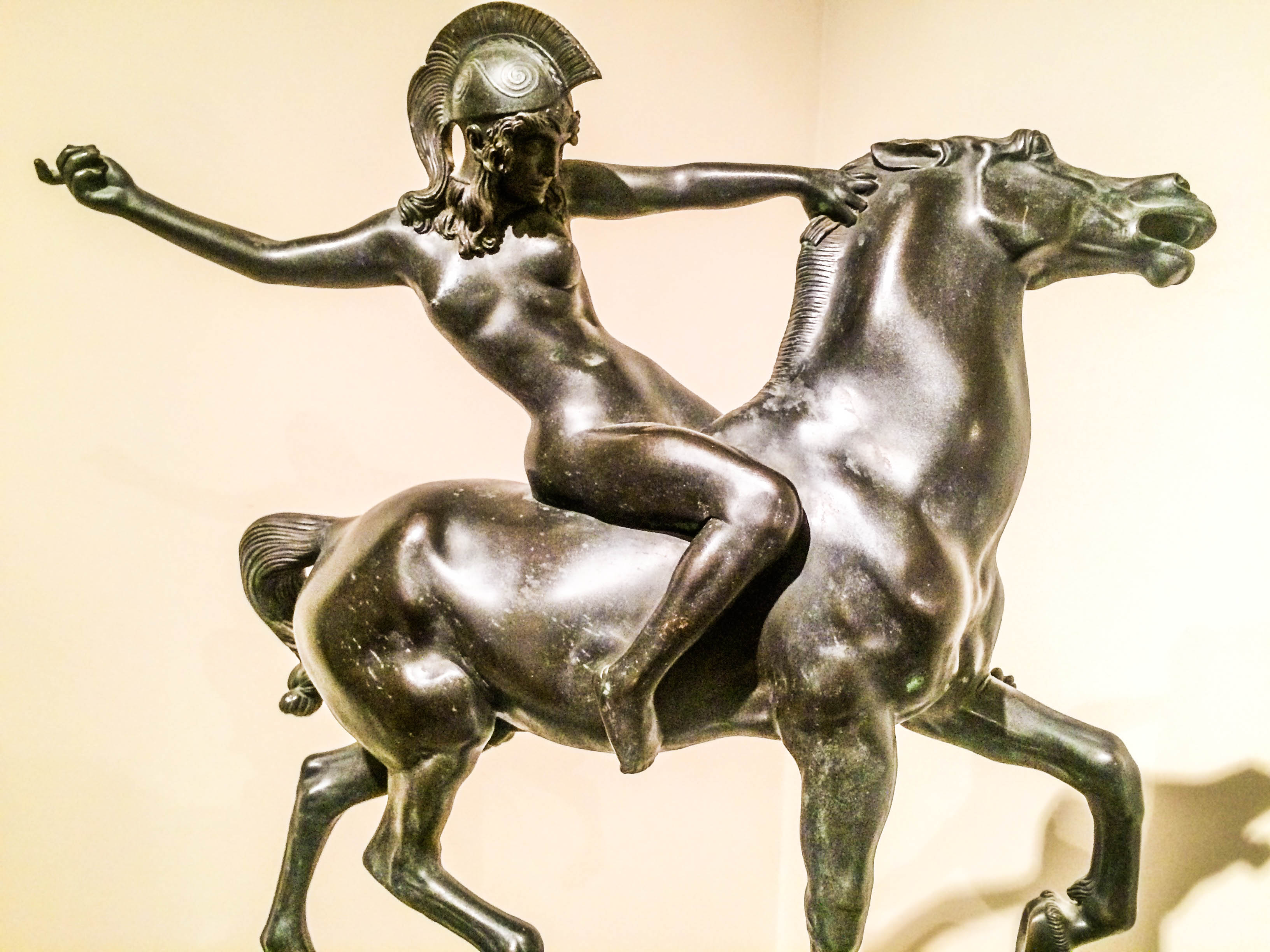
Franz von Stuck - Vechtende amazone
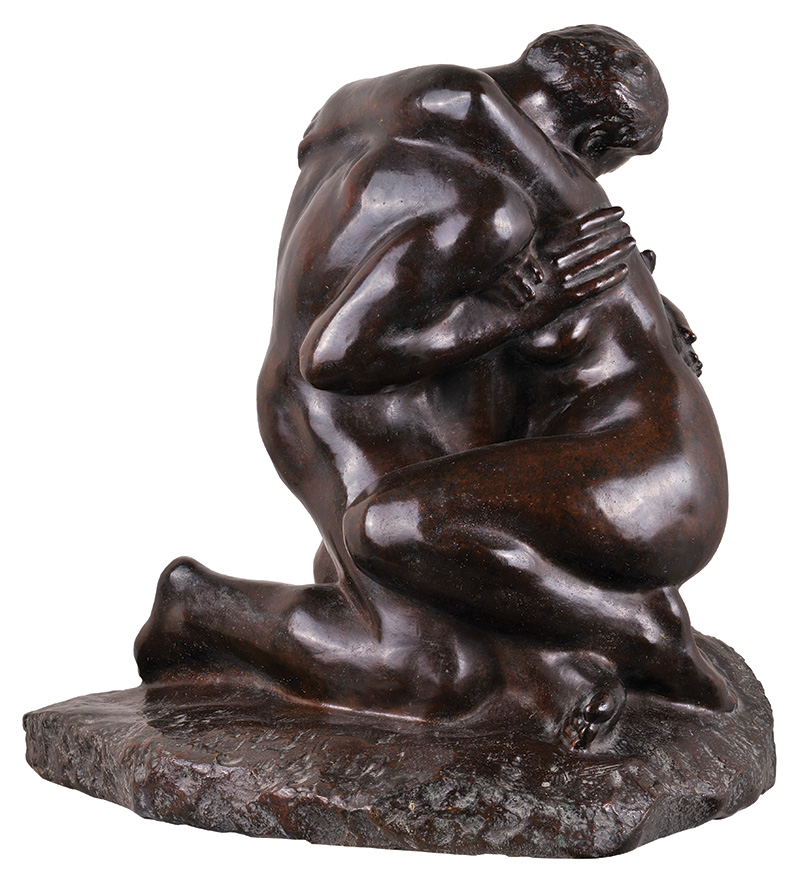
Joseph Bernard - Kus
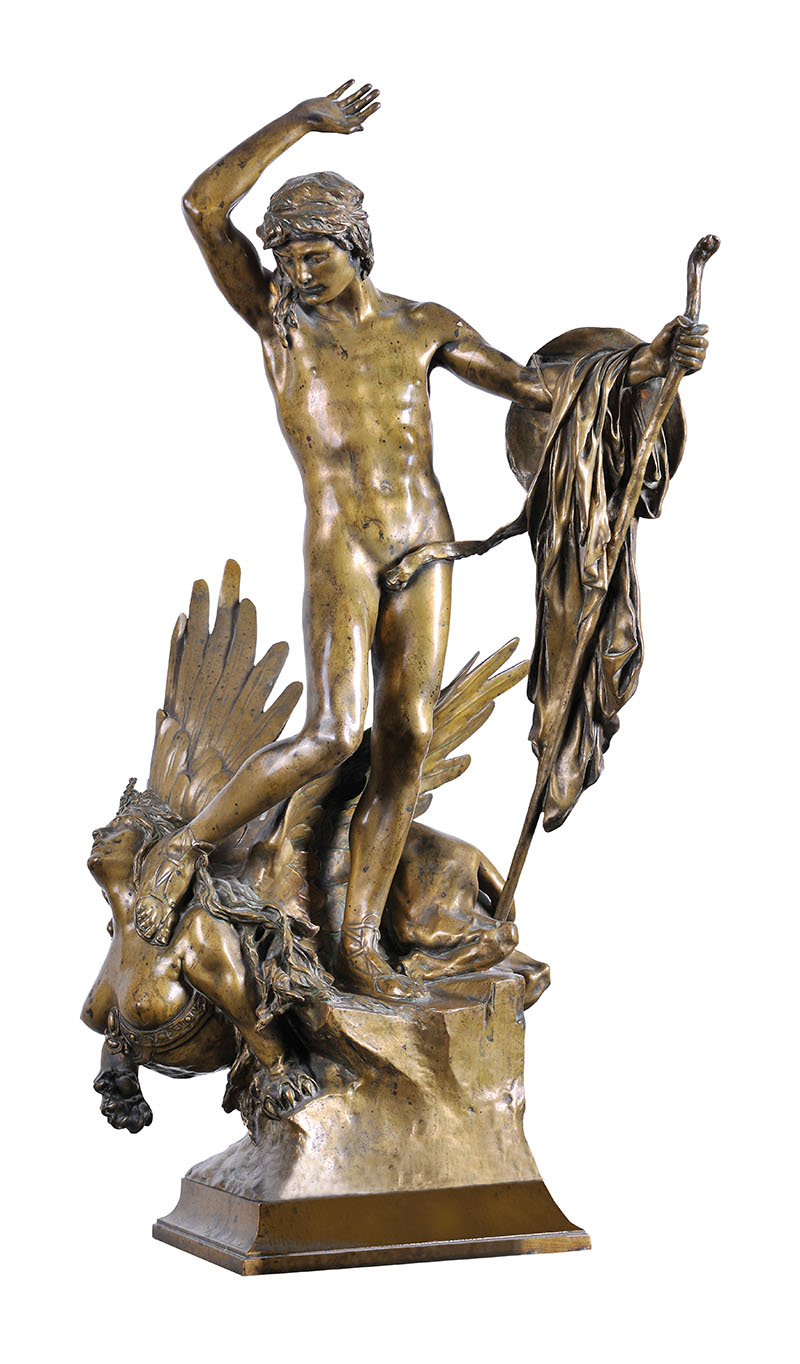
Ferdinand Barbedinni - Edith en Sfinks.
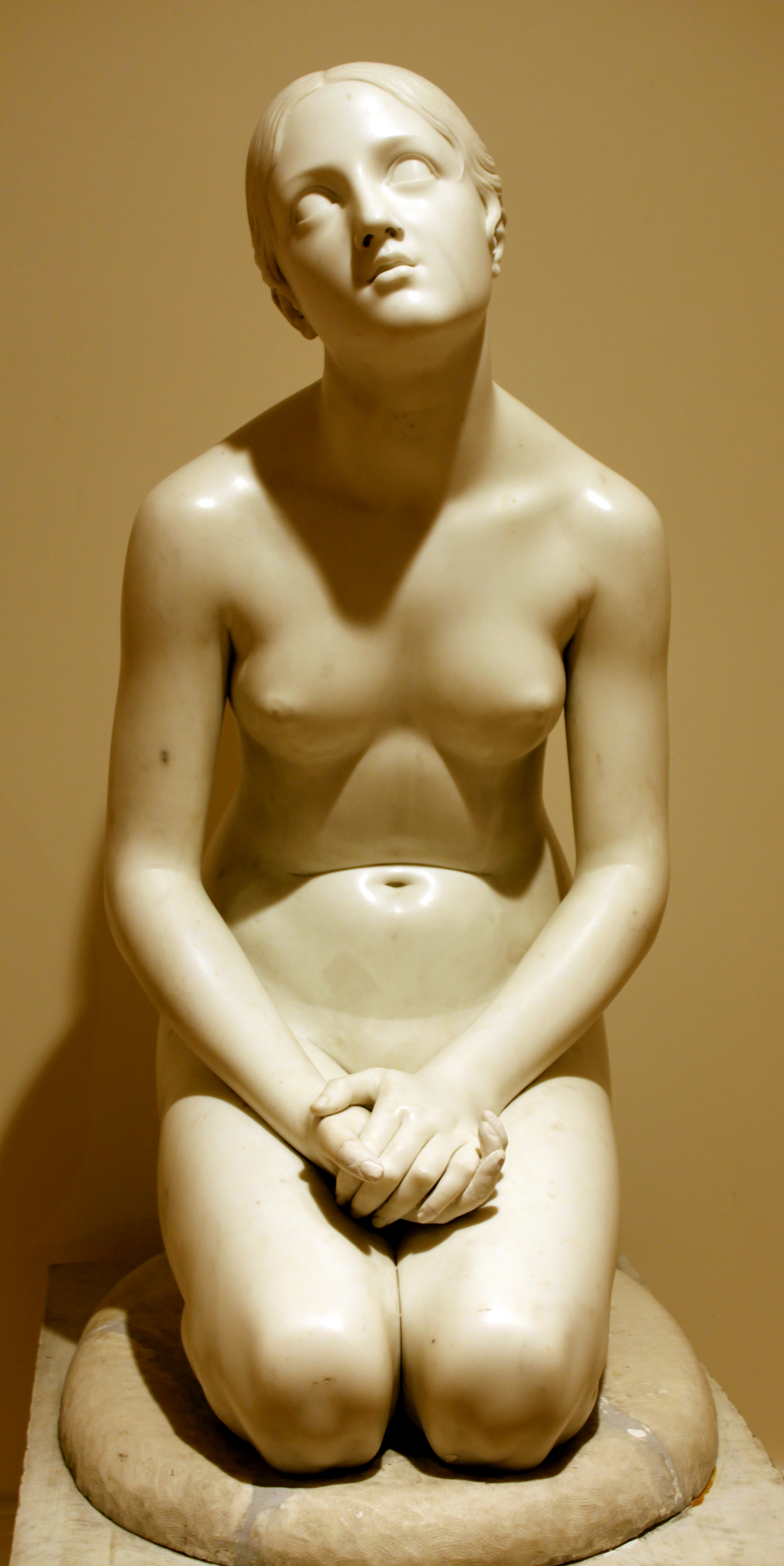
Lorenzo Bartolini - Geloof in God

## Weef- en borduurwerken
De collectie borduur- en weefkunst van het museum bestaat uit middeleeuwse tot hedendaagse kunstwerken. De verzameling omvat middeleeuwse nationale kledingpatronen behorend tot Azerbeidzjan en Iran, Franse wandtapijten uit de 17e-19e eeuw, fijn borduurwerk uit Azerbeidzjan, Iran en China, evenals tapijten uit de Azerbeidzjaanse tapijtweefscholen.

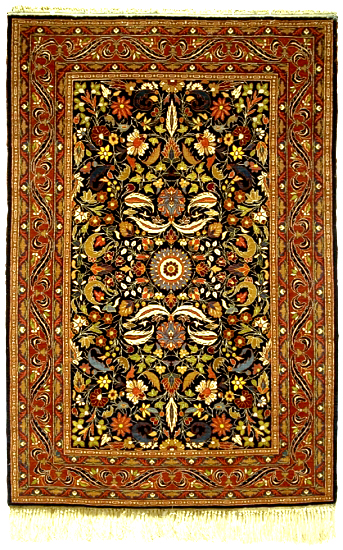
Afshan-tapijt (school van Tabriz), 18e eeuw
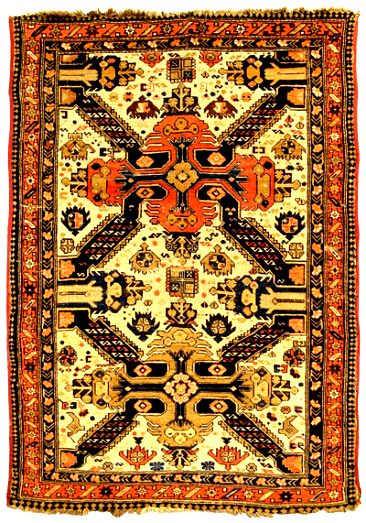
Gollou chichi-tapijt (school van Gouba), 19e eeuw
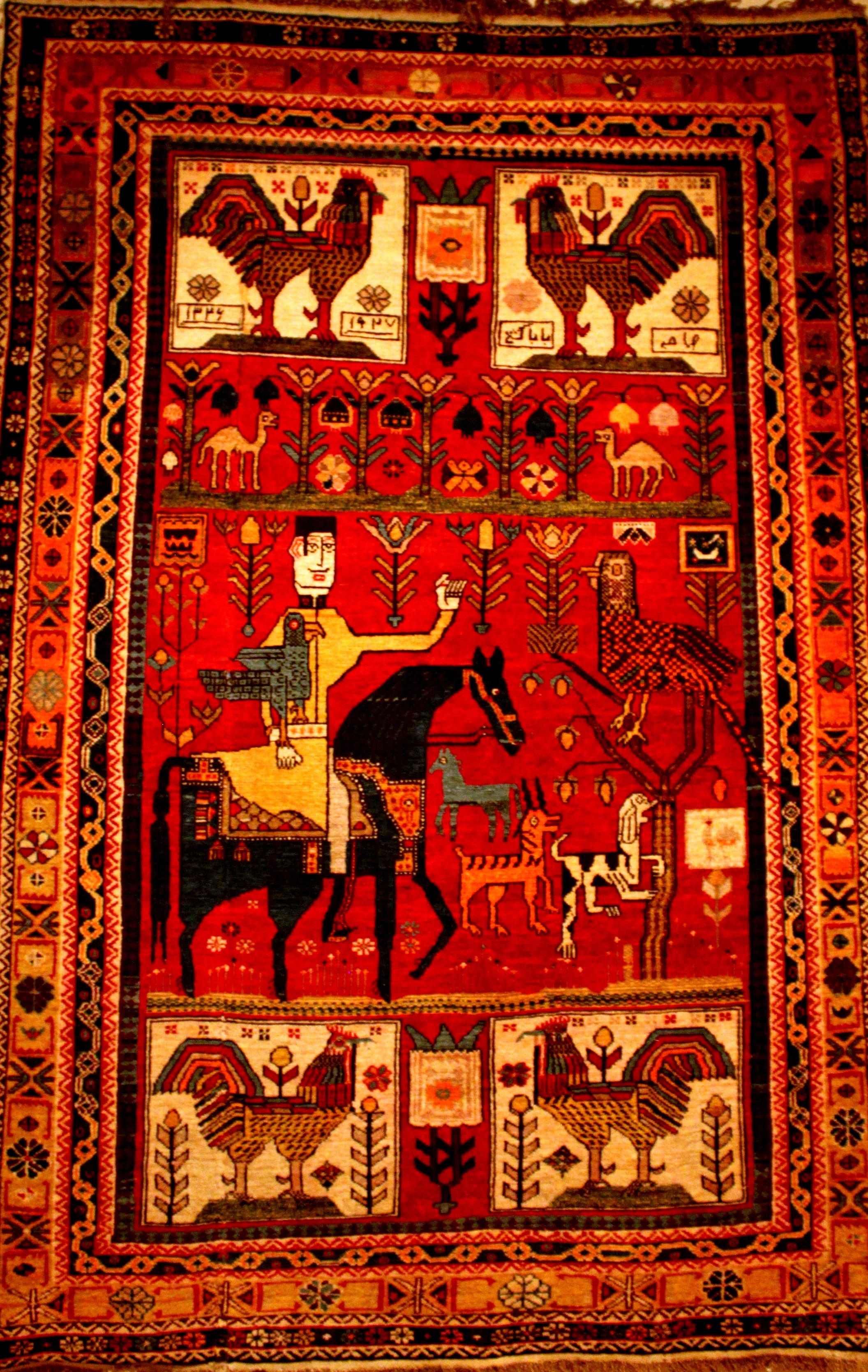
Ovchulug-tapijt, (school van Karabagh), 18e eeuw
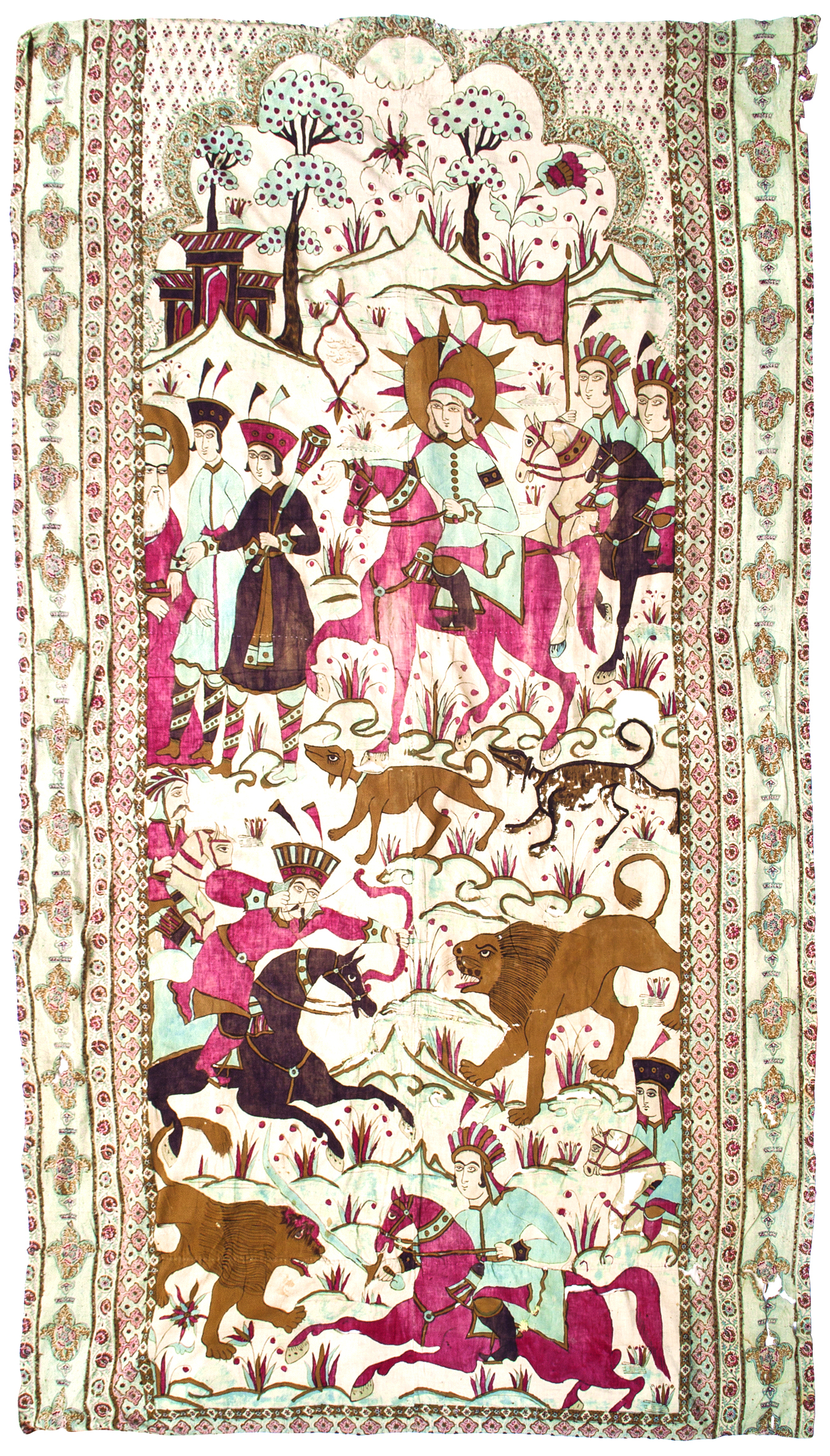
Zijden borduurwerk met jachtmotieven, 17e eeuw, Tabriz, Iran
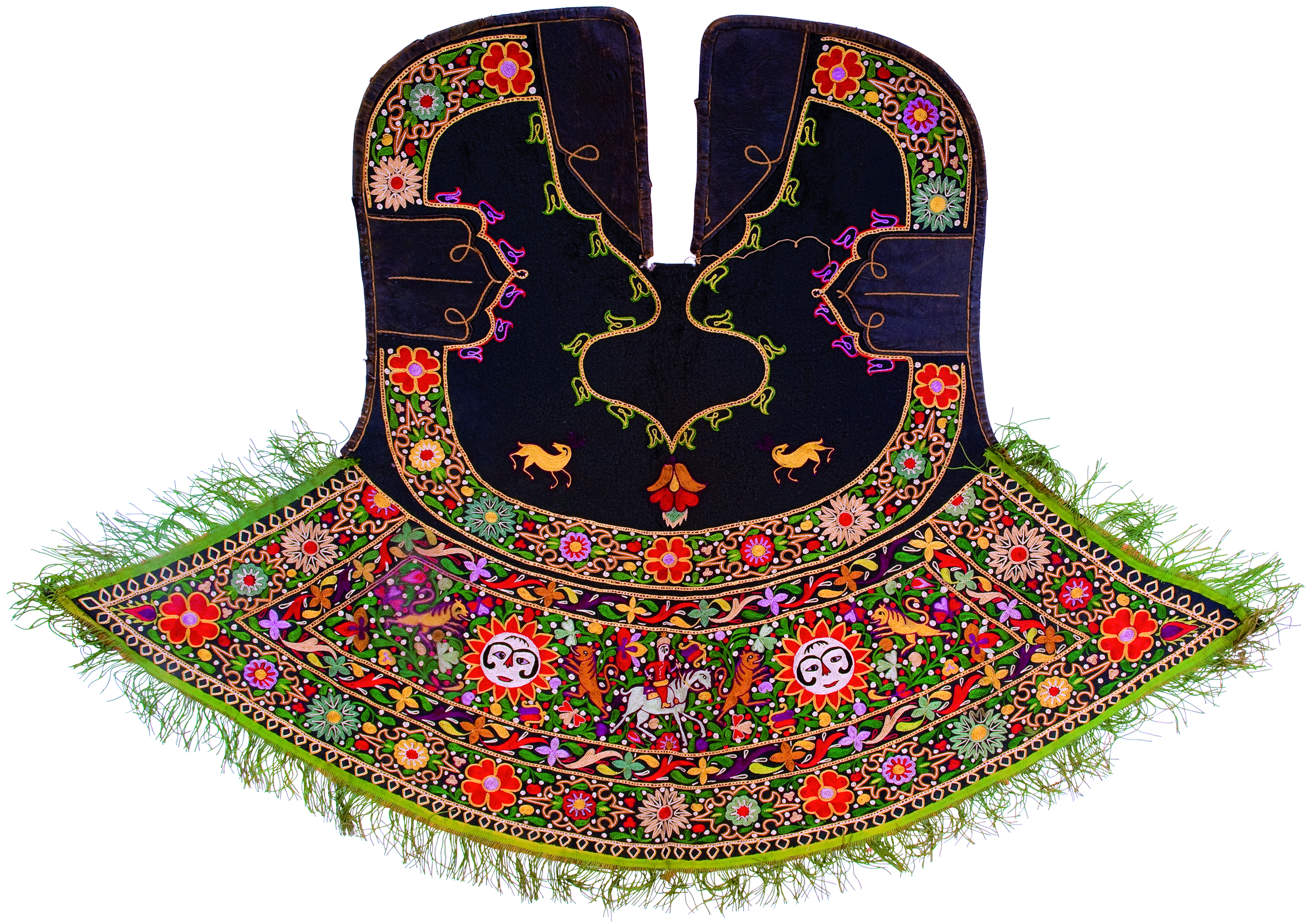
Zijden borduurwerk op fluweel, 18e eeuw, Gandja, Azerbeidzjan